# Musée océanographique de Monaco
Pour les articles ayant des titres homophones, voir Musée océanographique et Monaco (homonymie).
Le Musée océanographique de Monaco ou Musée océanographique est un musée océanographique-aquarium public de style néo-baroque, du Rocher de Monaco, sur la Côte d'Azur, fondé face à la mer Méditerranée en 1889 par le prince Albert Ier de Monaco, et inauguré en 1910. Propriété de sa fondation Institut océanographique, Fondation Albert Ier, Prince de Monaco, il est entre autres dirigé par le commandant Cousteau de 1957 à 1988.
Ce monument de 6 000 m2 est le plus imposant du Rocher (avec le palais de Monaco, et la cathédrale Notre-Dame-Immaculée de Monaco). Il est construit à flanc de falaise sur 85 m de hauteur, et constitué d'une centaine de bassins pour une importante collection de 350 espèces de poissons, pour plus de 6 000 spécimens, et plus de 600 000 visiteurs annuels.

## Le Musée océanographique de Monaco

### Histoire du musée

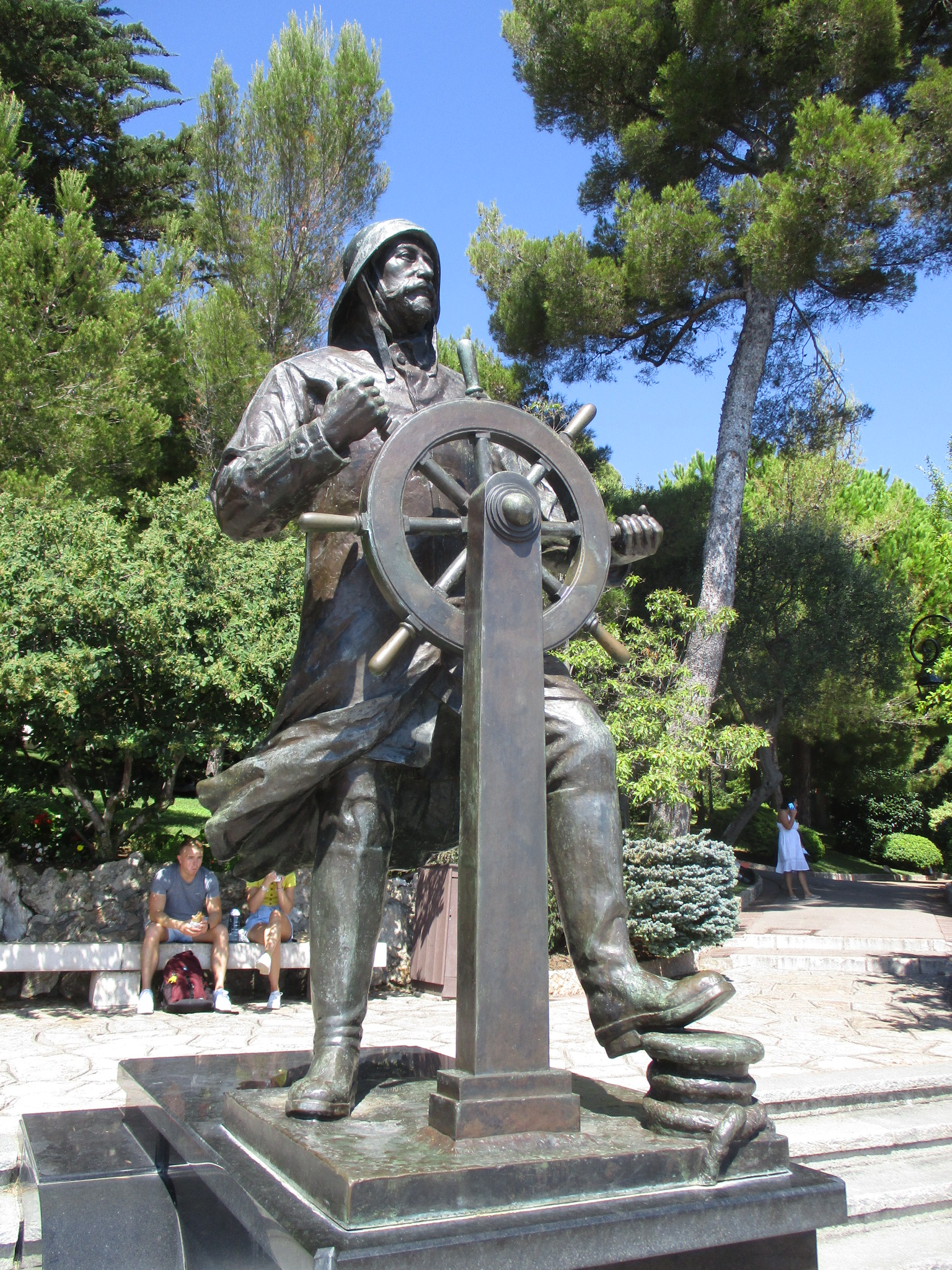
Le « prince savant navigateur » Albert Ier de Monaco.

Après avoir entrepris dès l'âge de 22 ans (en 1870) de nombreuses années de recherches et d'expéditions océanographiques passionnées à travers le monde, le prince Albert Ier (1848-1922, surnommé le « prince navigateur savant ») envisage pour la première fois en 1885, de créer dans sa Principauté un laboratoire de biologie marine, quelques mois après avoir découvert les résultats de ses expéditions dirigées par le zoologiste Alphonse Milne-Edwards. L'idée mûrit en particulier après l'important succès de la présentation de ses collections scientifiques lors de l'Exposition universelle de Paris de 1889, avec l’idée de mettre en valeur les collections qu’il a réunies pendant ses campagnes scientifiques, et de diffuser les nouvelles connaissances sur la mer et la richesse de sa biodiversité.

#### Construction et architecture
Les plans de cet imposant palais-musée monumental et spectaculaire, de style néo-baroque, dédié à la mer Méditerranée et à l'océanographie, sont établis à la fin du XIXe siècle par l'architecte français Paul Delefortrie.

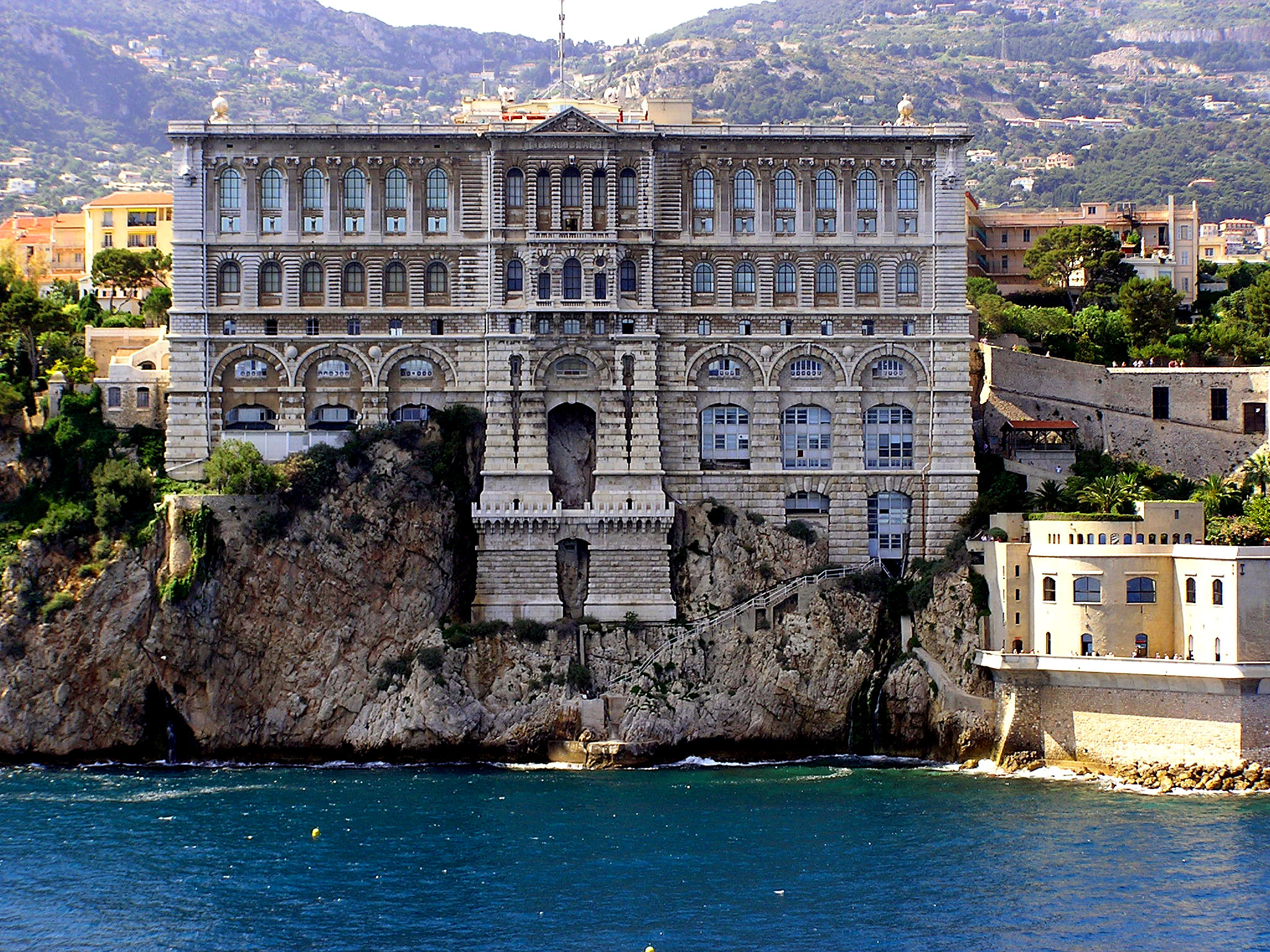
Vue depuis la Méditerranée.
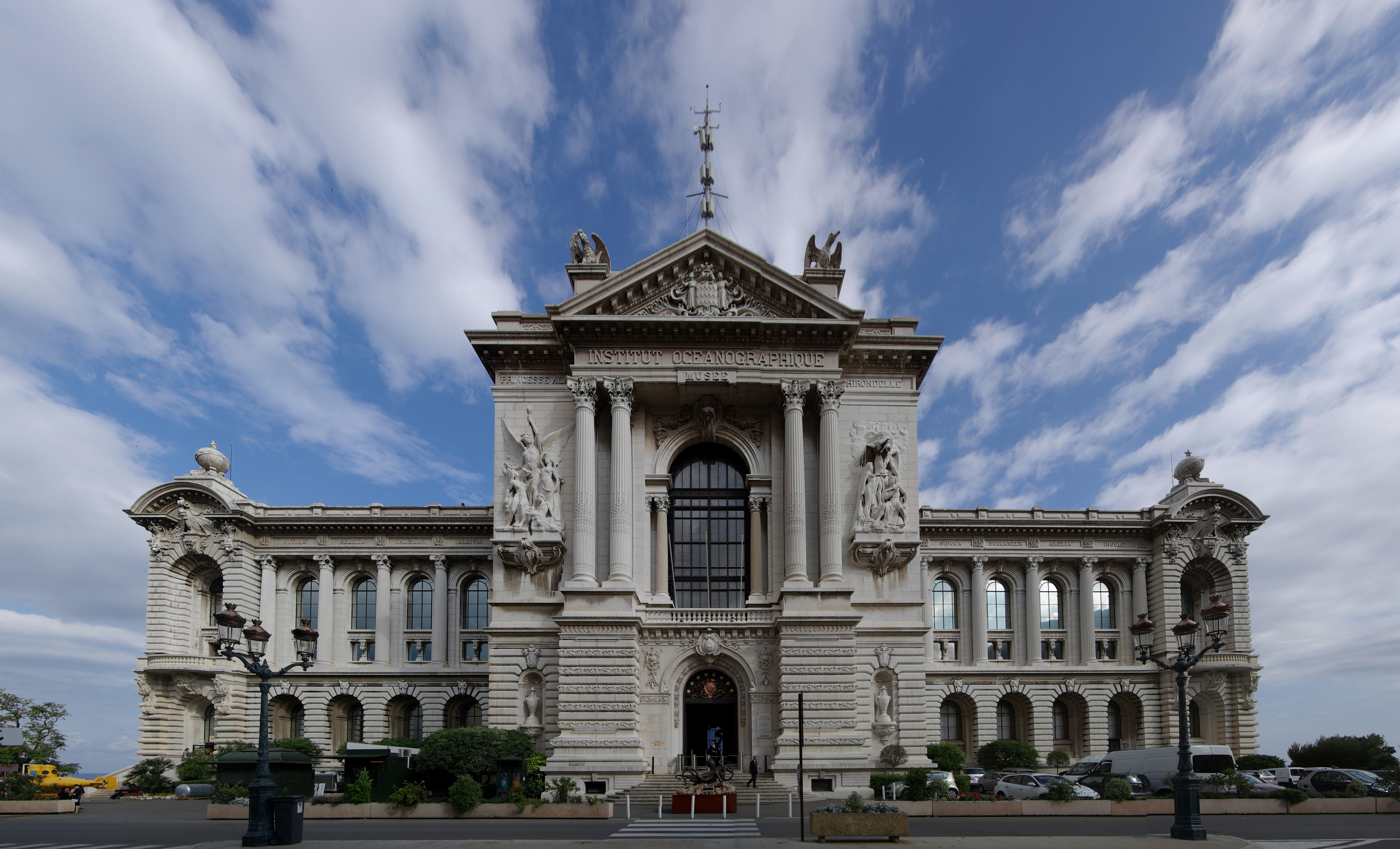
Entrée principale coté rue.
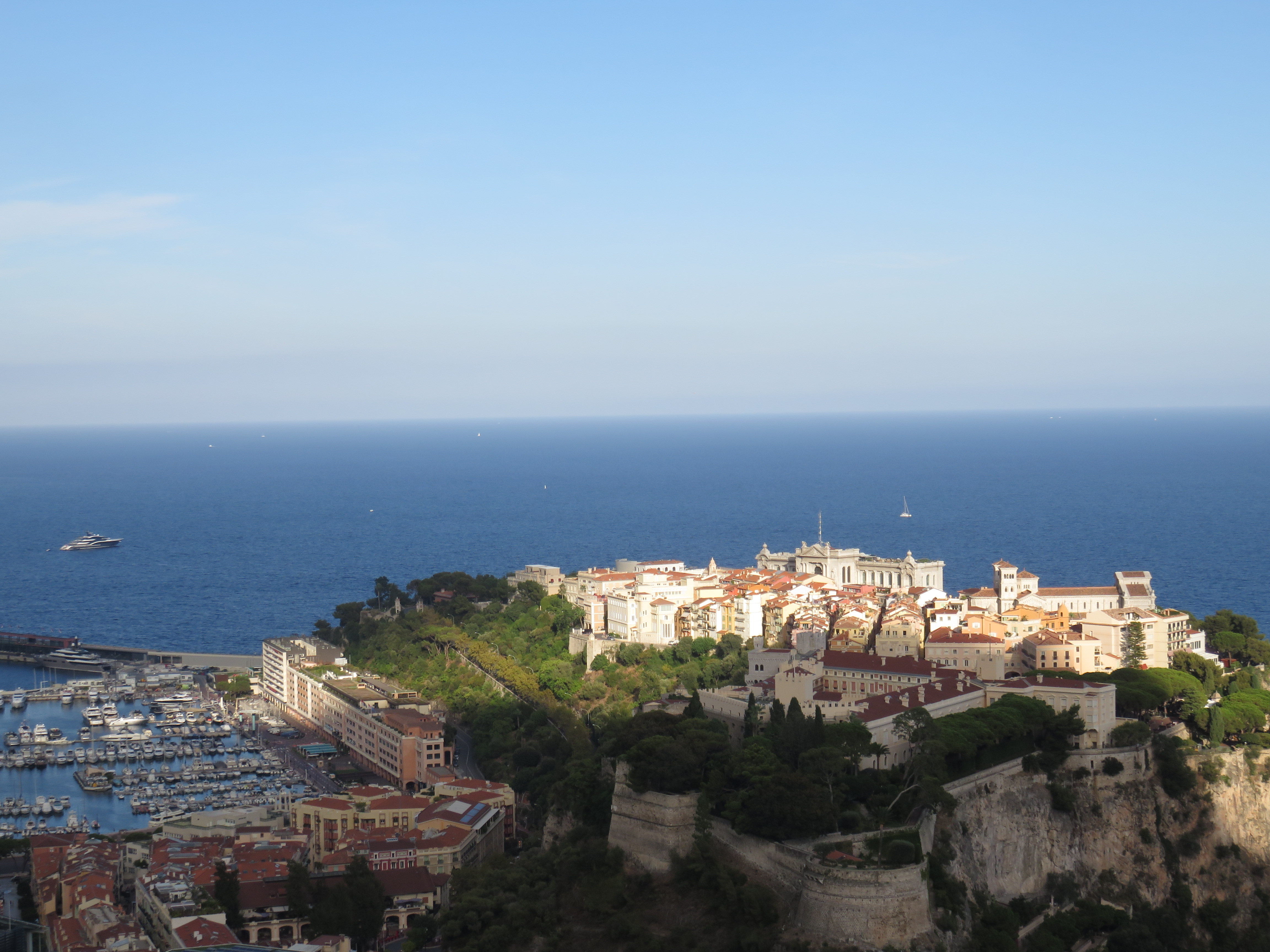
Vue panoramique de Monaco.
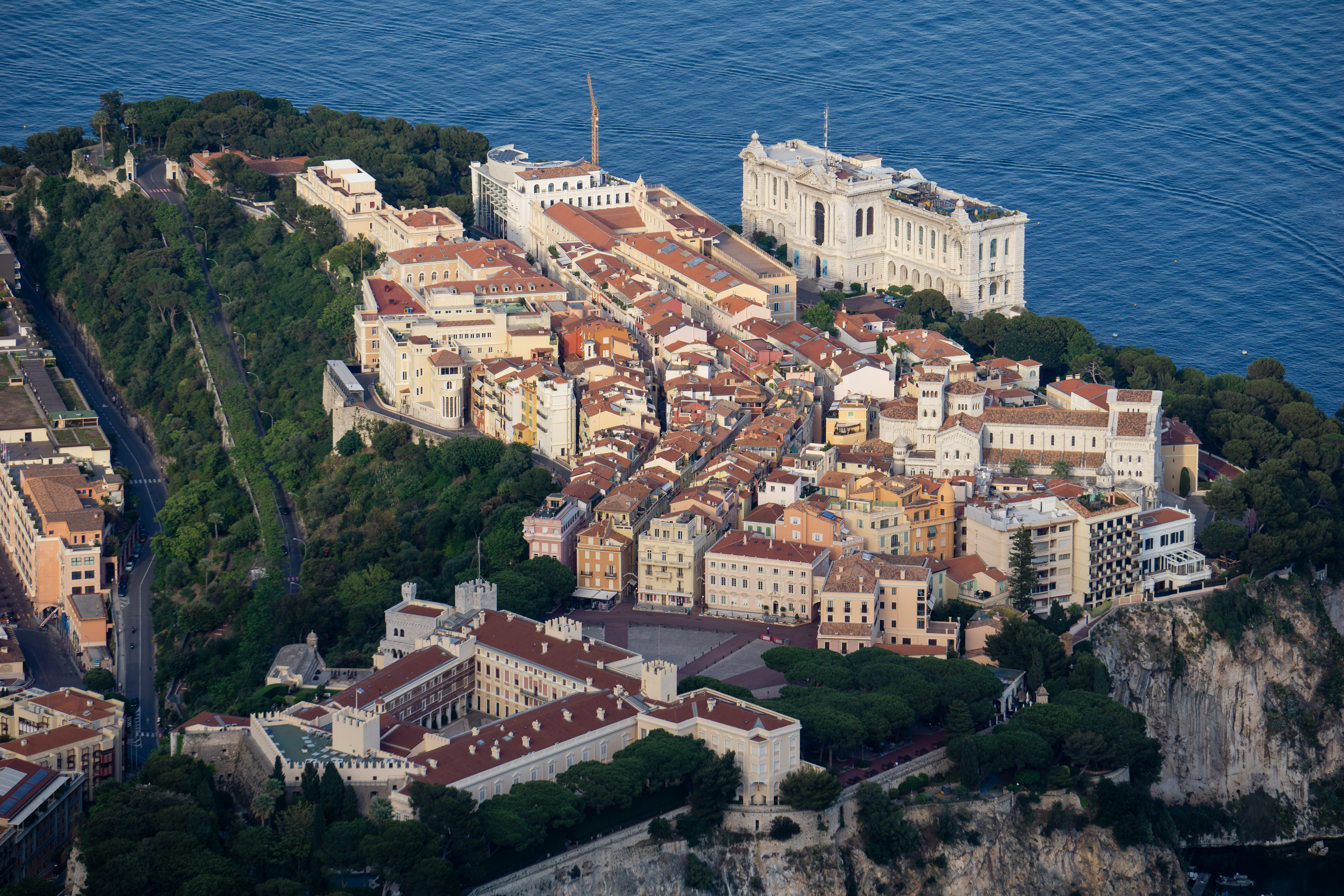
Vue aérienne du rocher de Monaco.
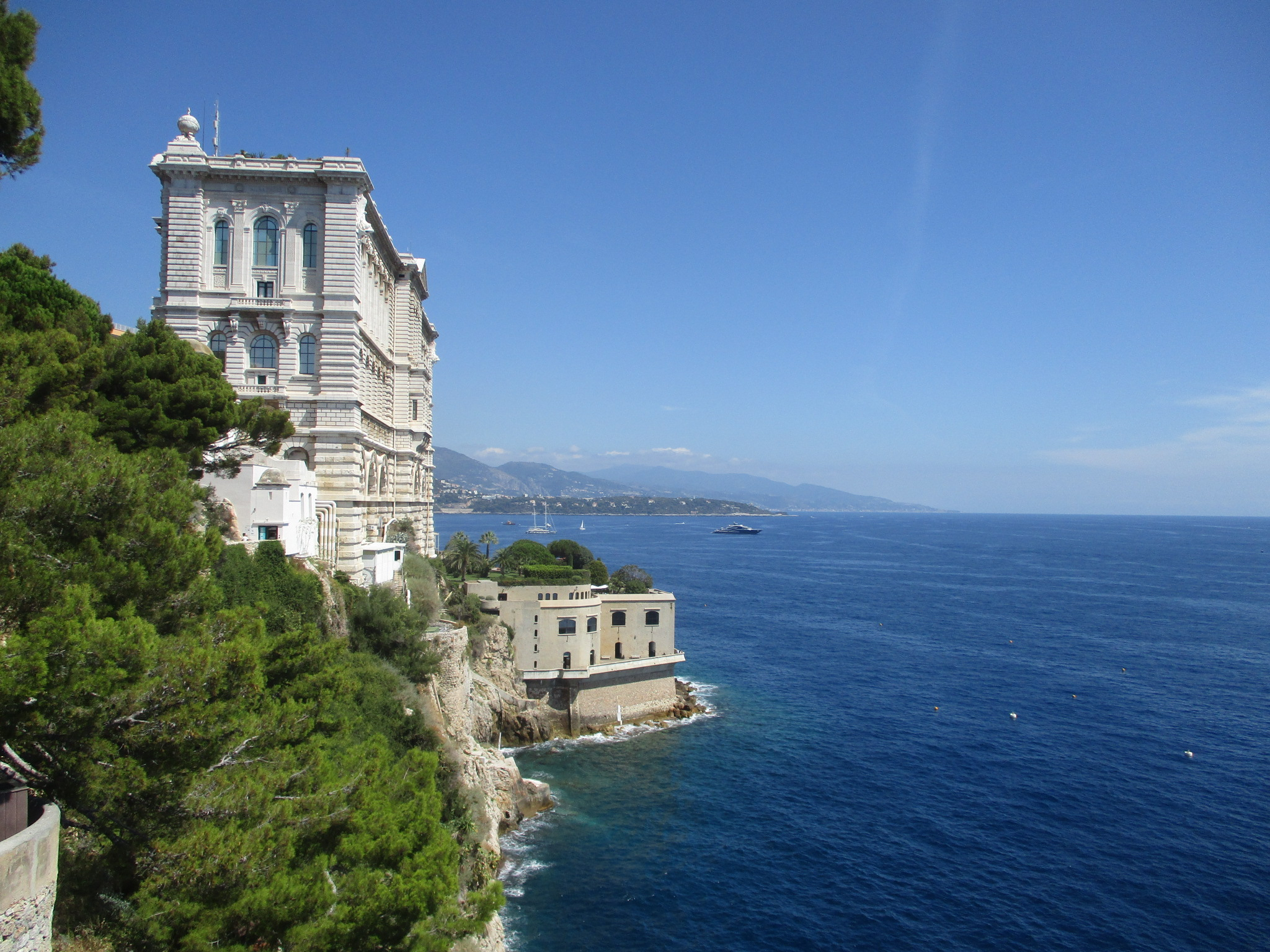
Vue latérale.
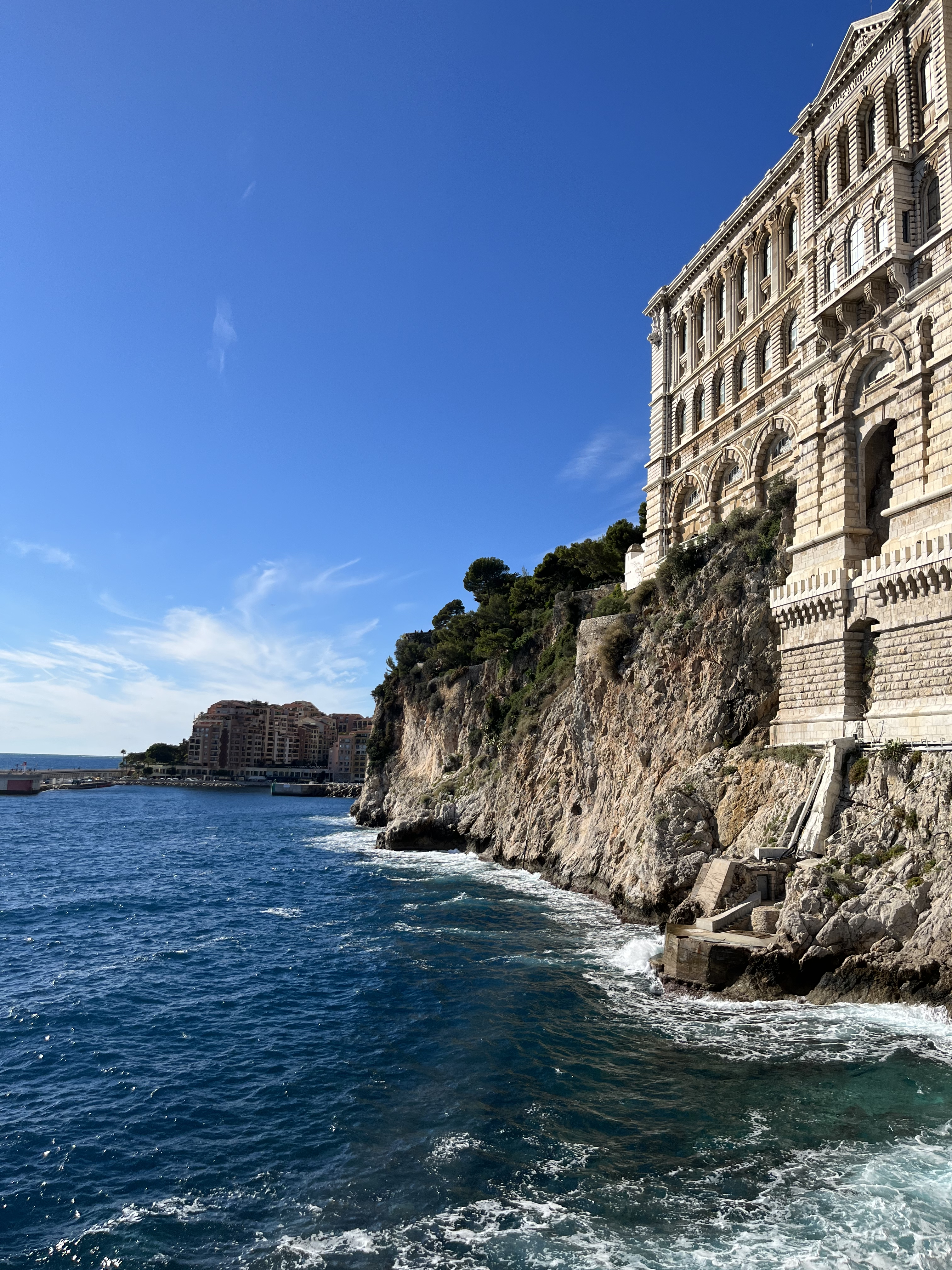
Fronton côté mer.

La construction de l'édifice, dont la première pierre est posée le 25 avril 1899, pose de nombreux problèmes techniques à résoudre durant une vingtaine d'années (dont 11 années de construction) avant son inauguration et ouverture au public, du fait de son élévation à flanc escarpé de rocher, face à la Méditerranée, depuis le niveau de la mer jusqu’à plus de 85 m de haut, et de son respect de l'intégrité des jardins Saint-Martin environnants. L’édifice de 100 m de long est essentiellement construit avec des pierres blanches de La Turbie et du calcaire italien de Brescia pour les éléments d’intérêt particulier comme les colonnes de la façade et de l’intérieur ou de l'escalier monumental. Les deux groupes allégoriques de la façade principale, « Le Secours » et « Le Progrès venant au secours de l'Humanité » sont sculptés par Gustave Dussart, et inaugurés le 25 février 1903,. Les premiers poissons et invertébrés sont maintenus dans des bassins en ciment armé dès 1903, et le musée est inauguré officiellement le 29 mars 1910.

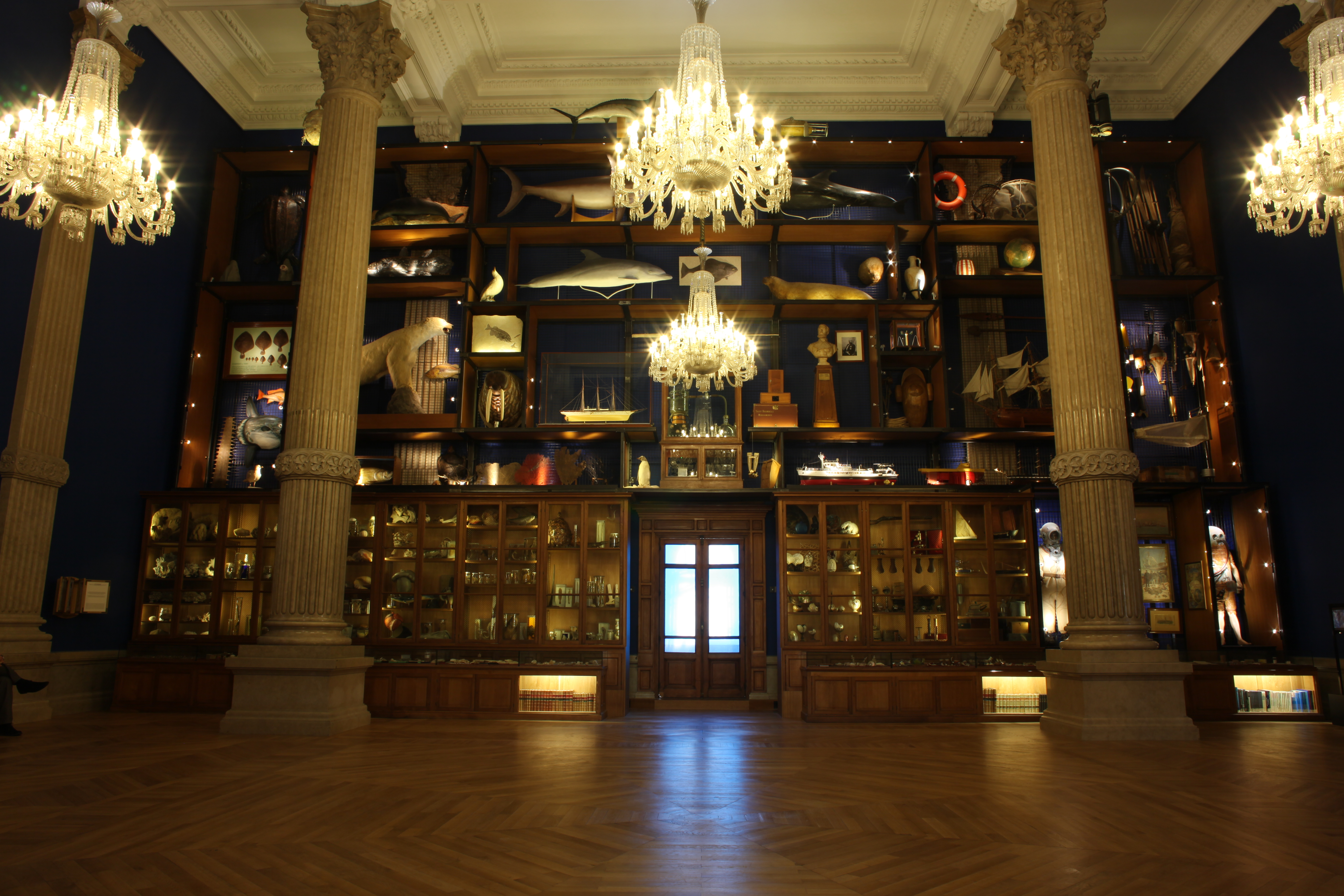
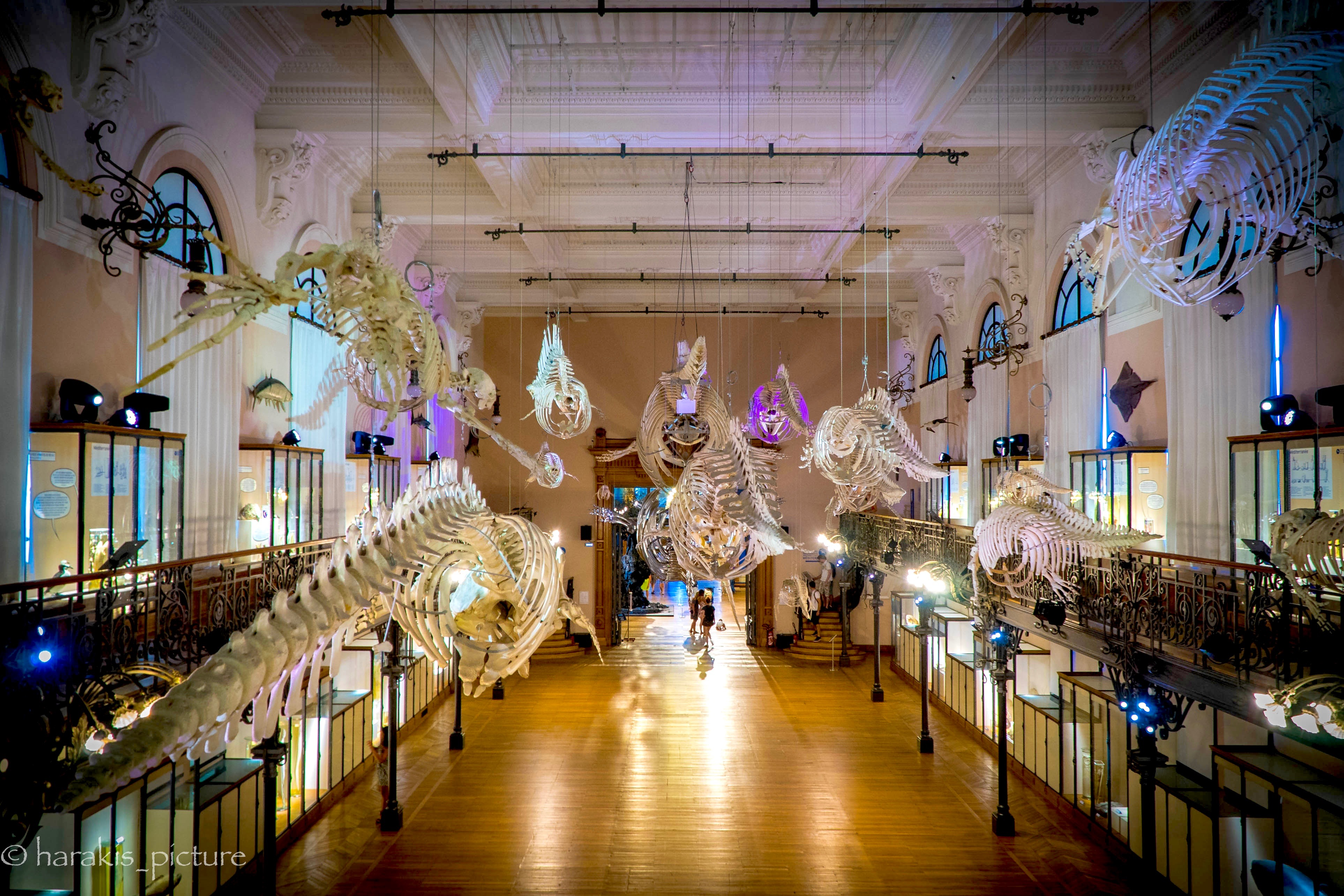
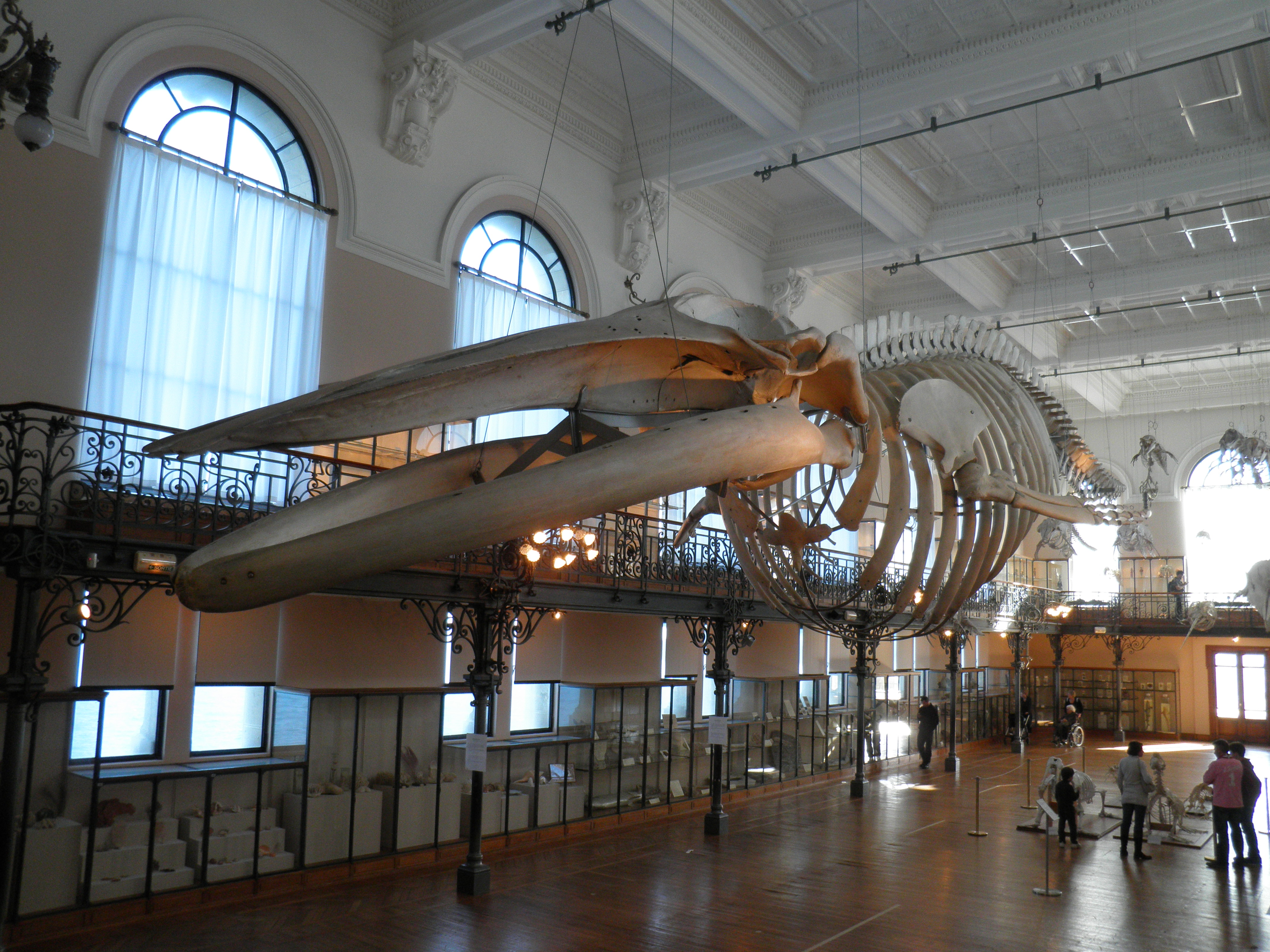
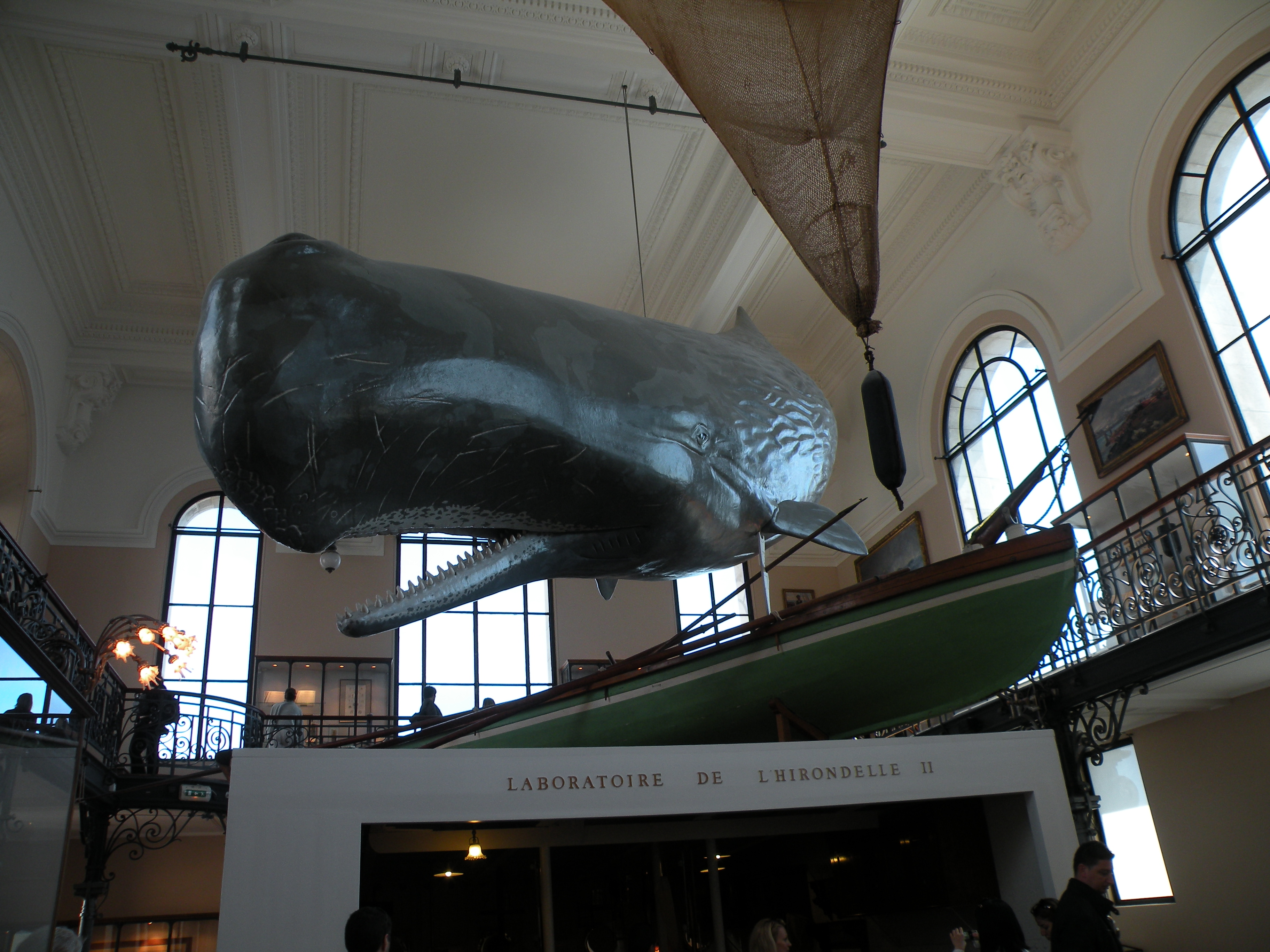
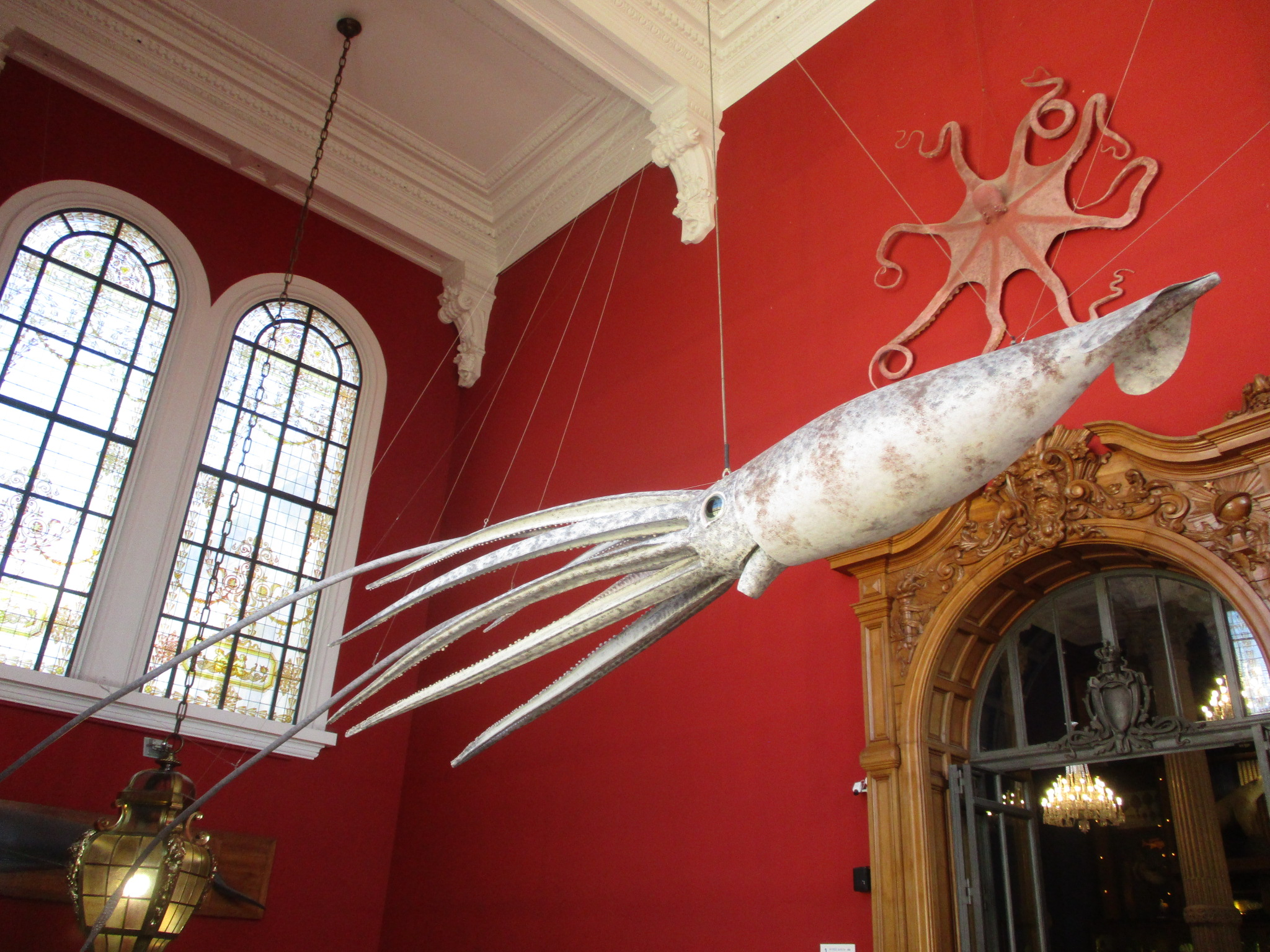

#### Le musée à ce jour
Le musée rassemble à ce jour une importante collection d'environ 6 000 spécimens de poissons et 300 familles d’invertébrés, sur 6 000 m2 d'exposition publique. Le lagon aux requins révèle la diversité du récif corallien peuplé d’une multitude de poissons tropicaux et de coraux vivants.
Dans le cadre d’un programme international qui associe des aquariums publics du monde entier, l'aquarium public de Monaco joue un rôle important de conservation des espèces menacées, avec entre autres ferme à corail, reproduction de poissons-clowns, d'hippocampes, de seiches, ou de l'apogon des îles Banggai menacés par des pêches excessives... Il s'inscrit ainsi dans la sauvegarde et la gestion durable des milieux naturels et des espèces.

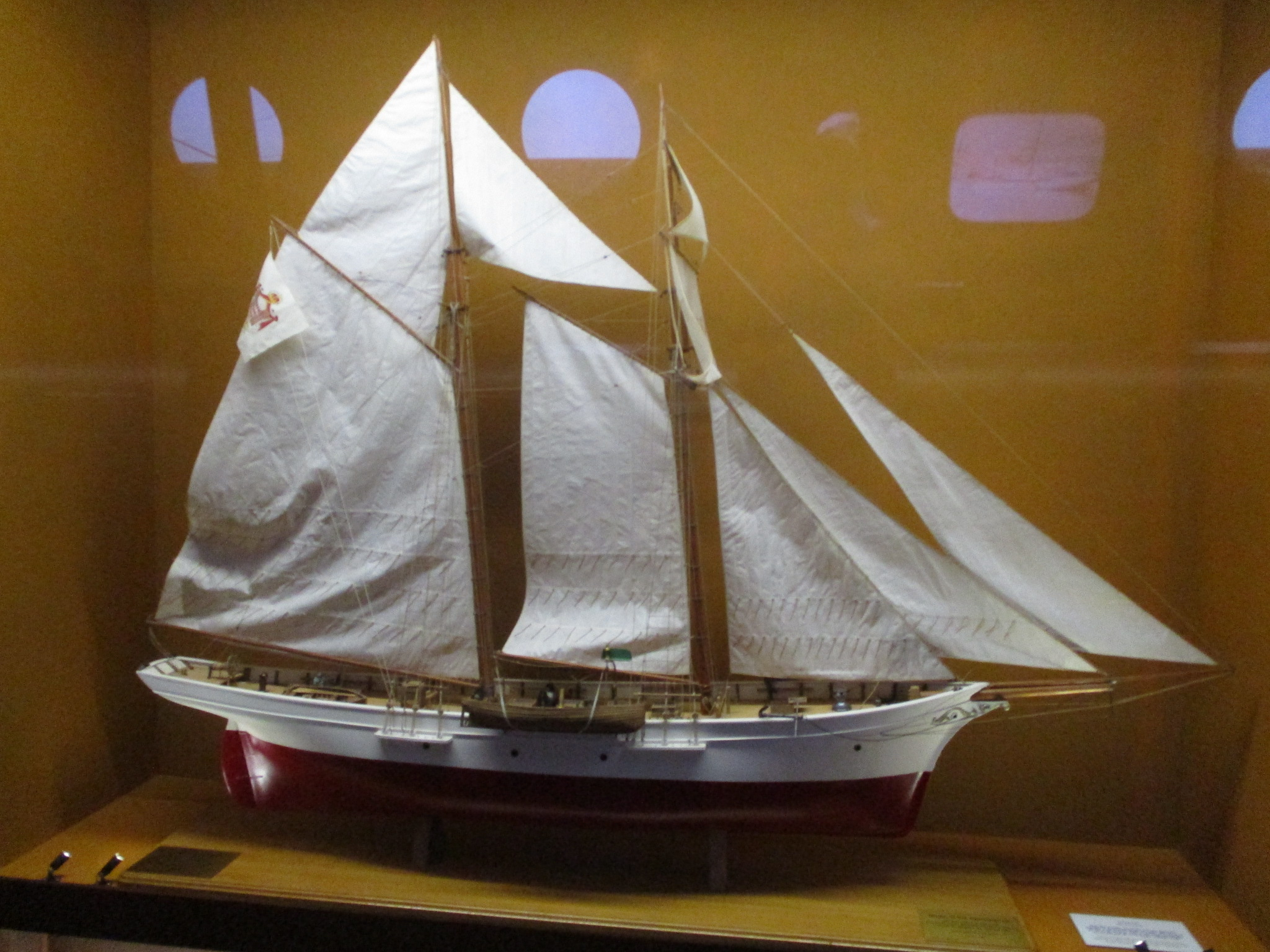
L'Hirondelle du prince Albert Ier de Monaco.
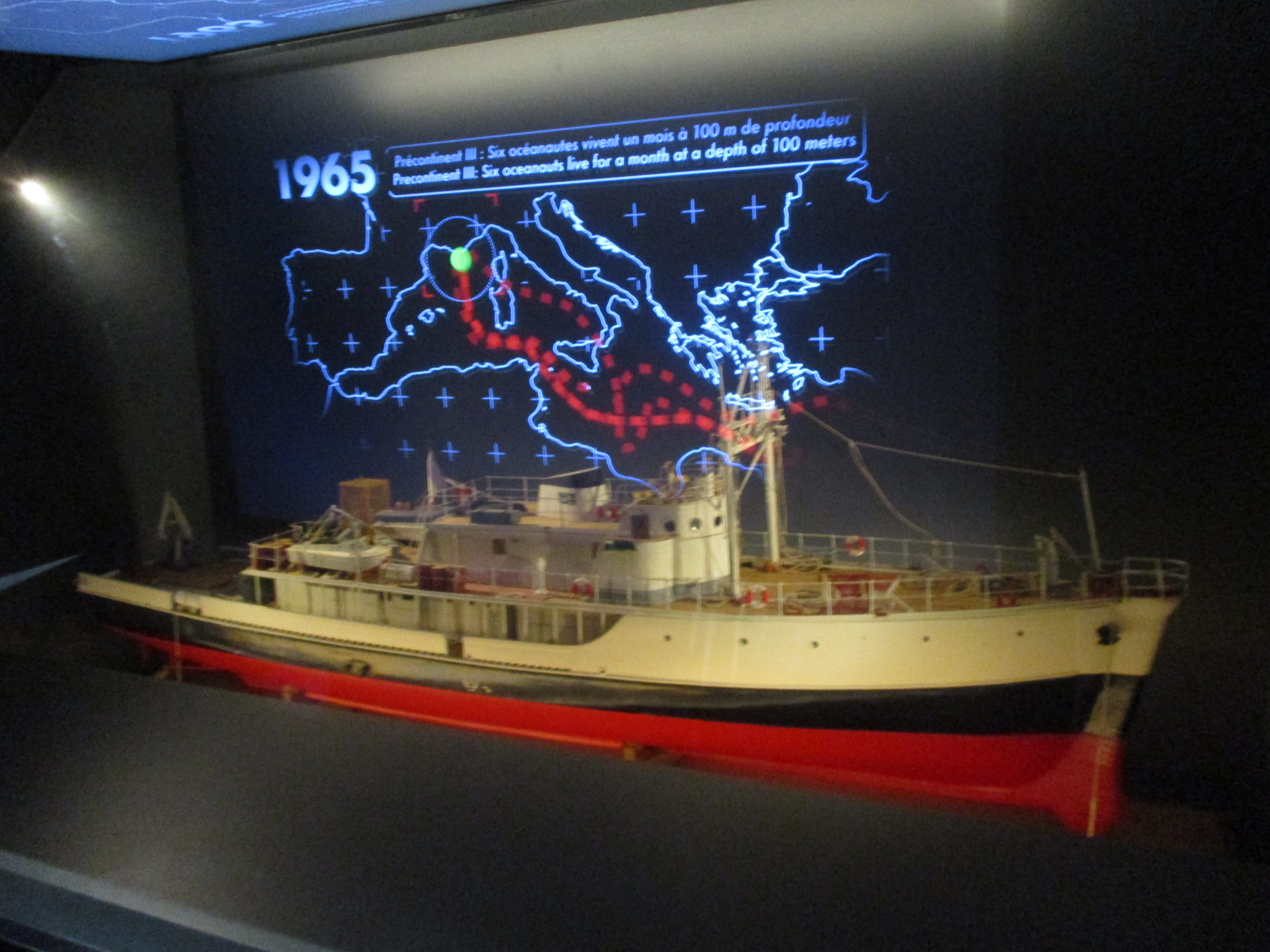
La Calypso du commandent Cousteau.
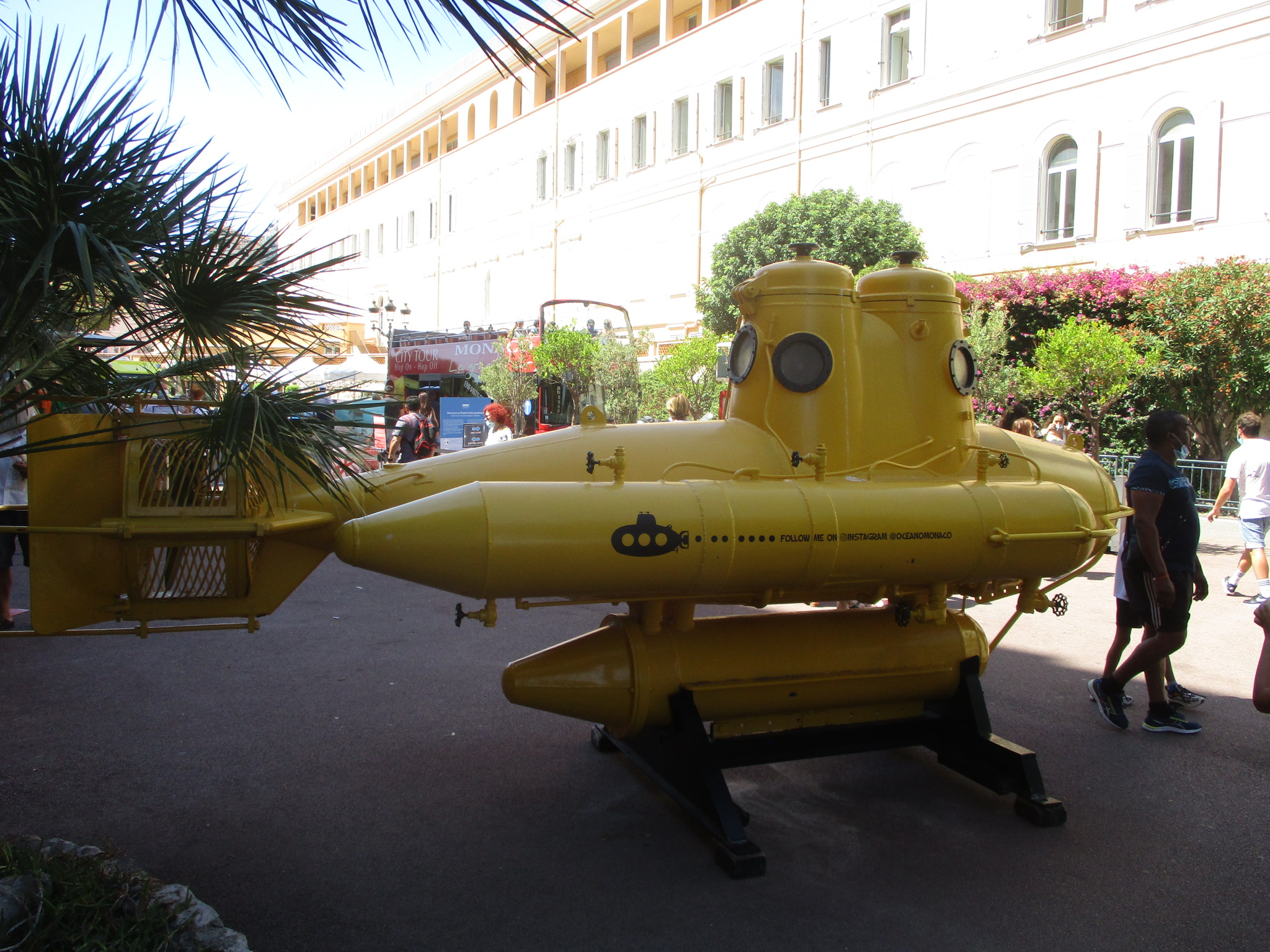
Bathyscaphe.
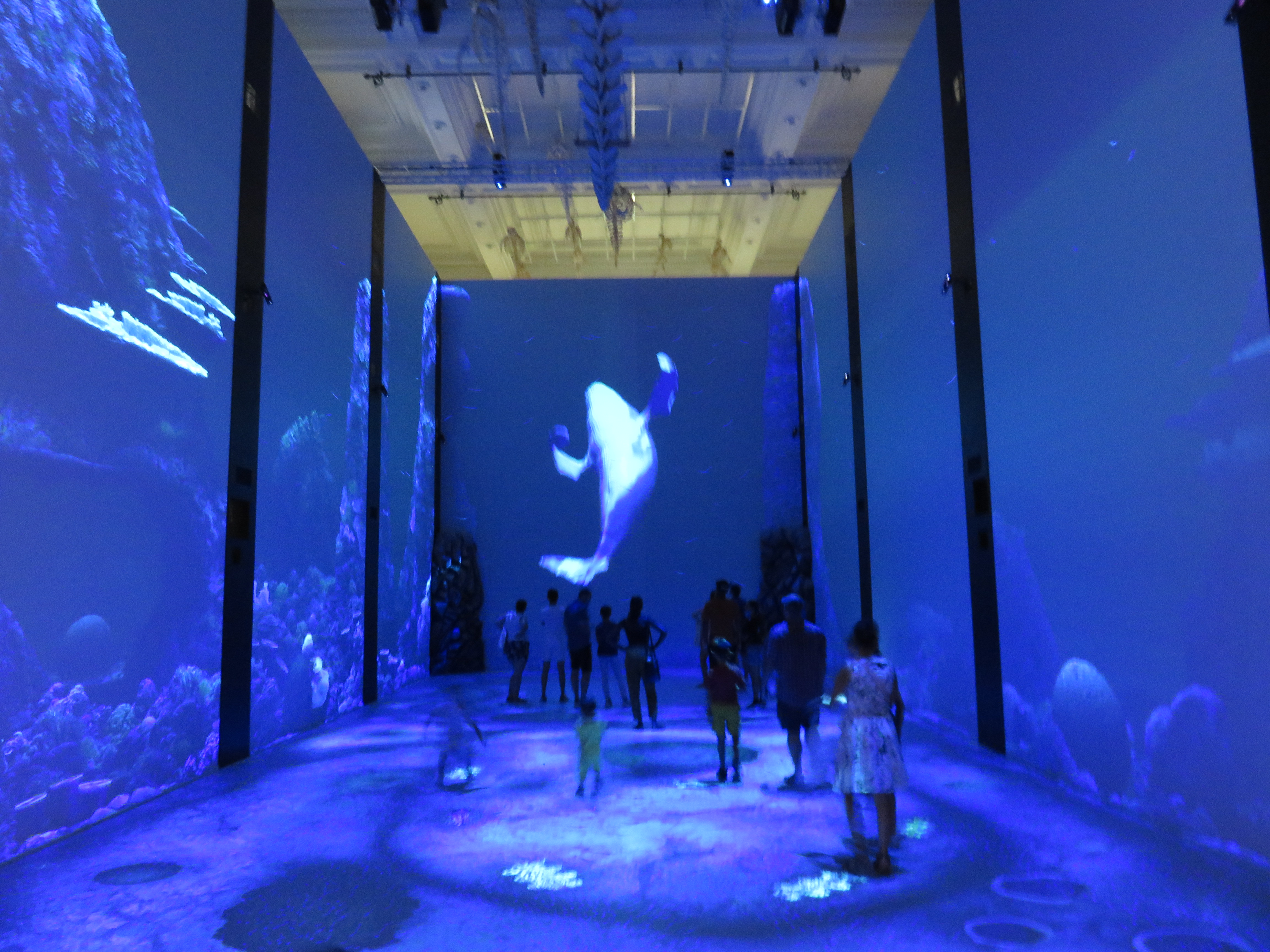
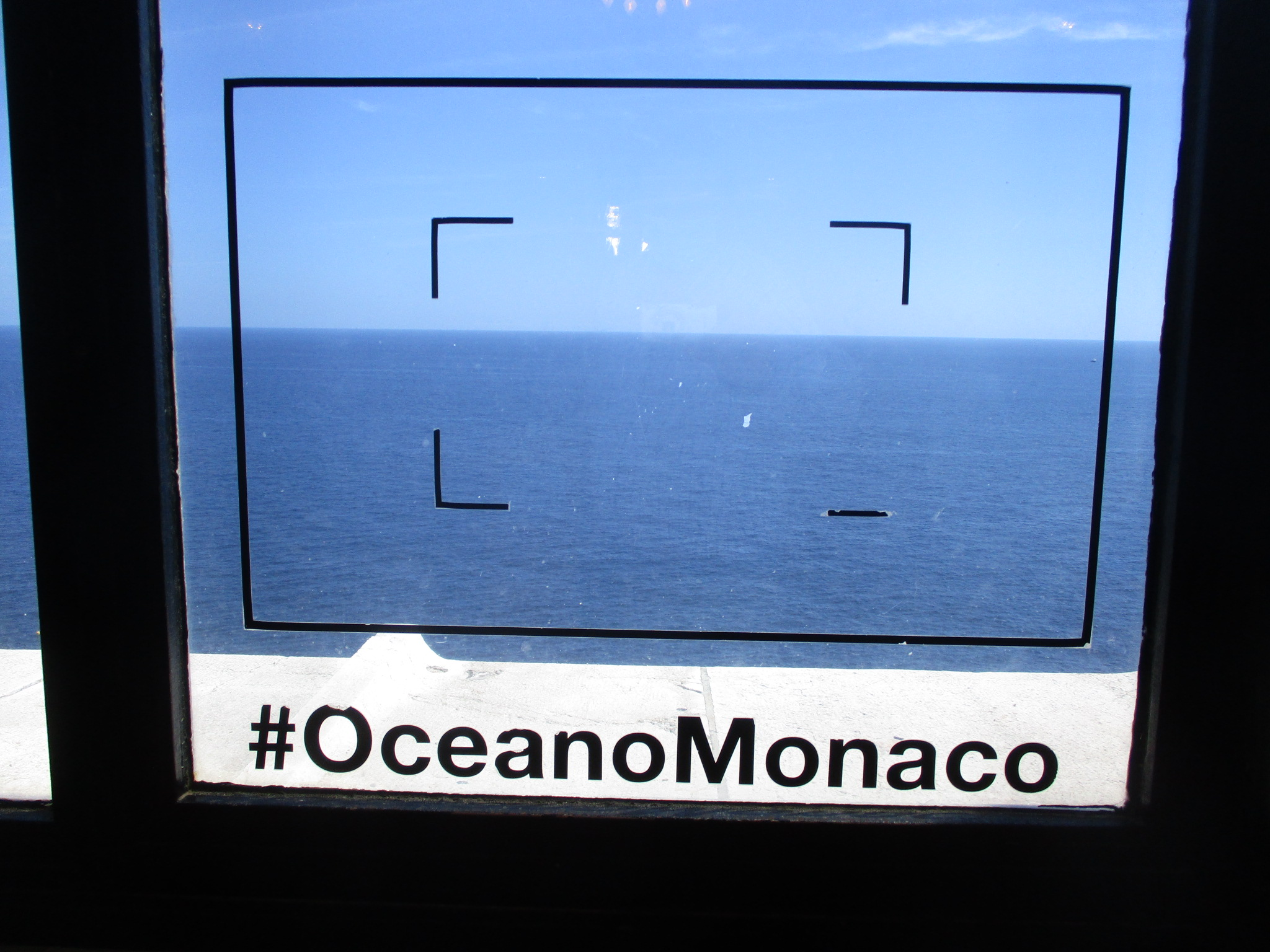

Ce haut lieu du monde maritime d’information et de médiation entre les recherches océanographiques et le grand public, présente également une importante collection inestimable d'objets d'histoire et d'art et d'artisanat liés à la mer, et permet de découvrir, d'apprendre, et d'observer le monde marin, en associant « l’Art et la Science » avec pour enjeu de maintenir cette action novatrice au fil du temps et de l’évolution du monde, grâce à des expositions artistiques menées en partenariat avec le nouveau musée national de Monaco, des conférences, des colloques internationaux et actions de sensibilisation menées en partenariat, et notamment avec la fondation Prince-Albert-II-de-Monaco...
Ils sont 970 000 visiteurs en 1991 et 725 061 à fréquenter le site en 1996. Le Musée océanographique de Monaco participe activement au rayonnement de la Principauté tant sur le plan scientifique, qu'économique ou touristique. Ses 650 000 visiteurs annuels en font l’une des principales attractivités touristiques monégasques. Grâce à l’action du gouvernement princier de Monaco, le musée bénéficie en 2010 d’un ambitieux programme de travaux de rénovation et d’embellissement.

Quelques aquariums
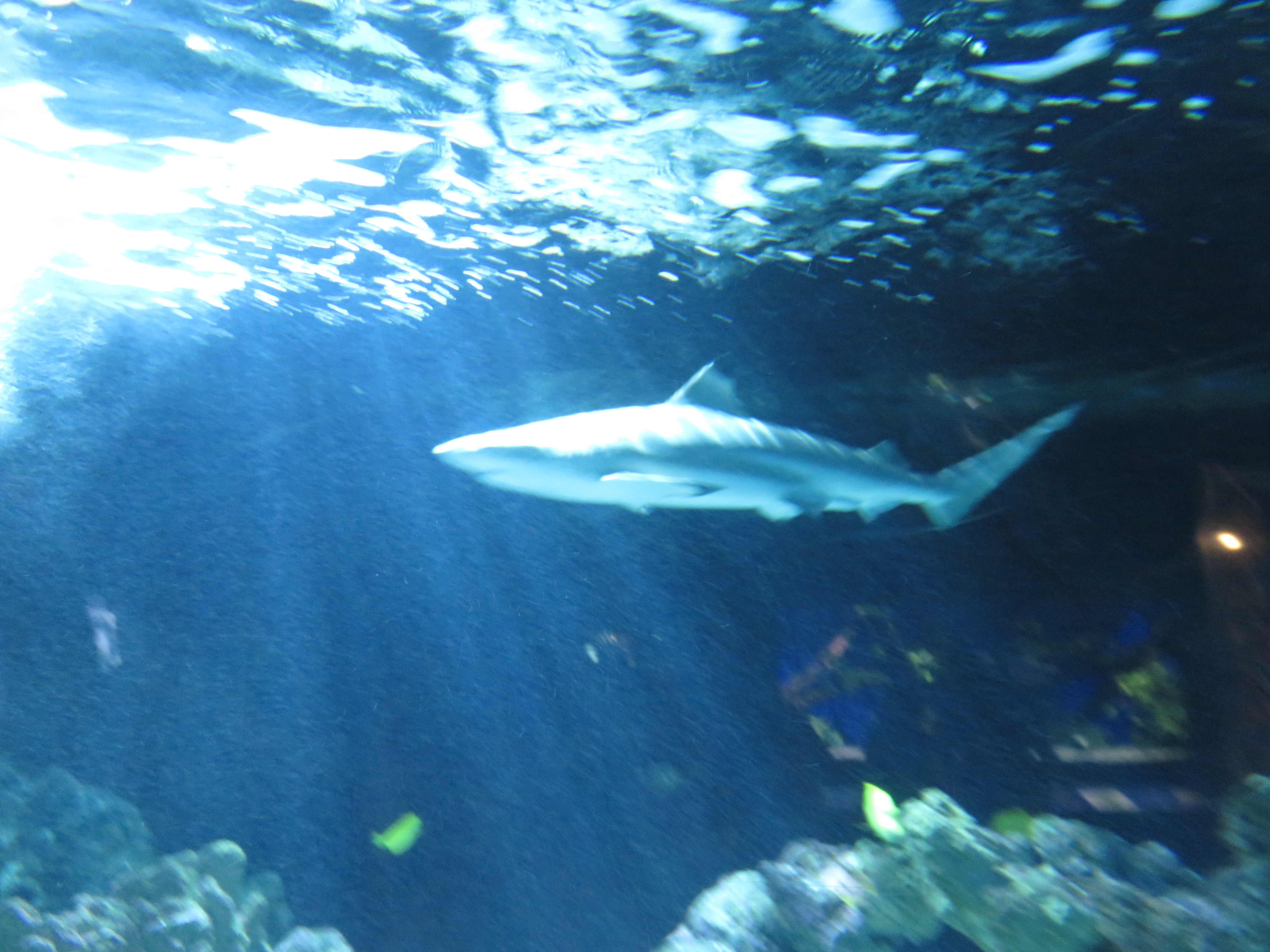
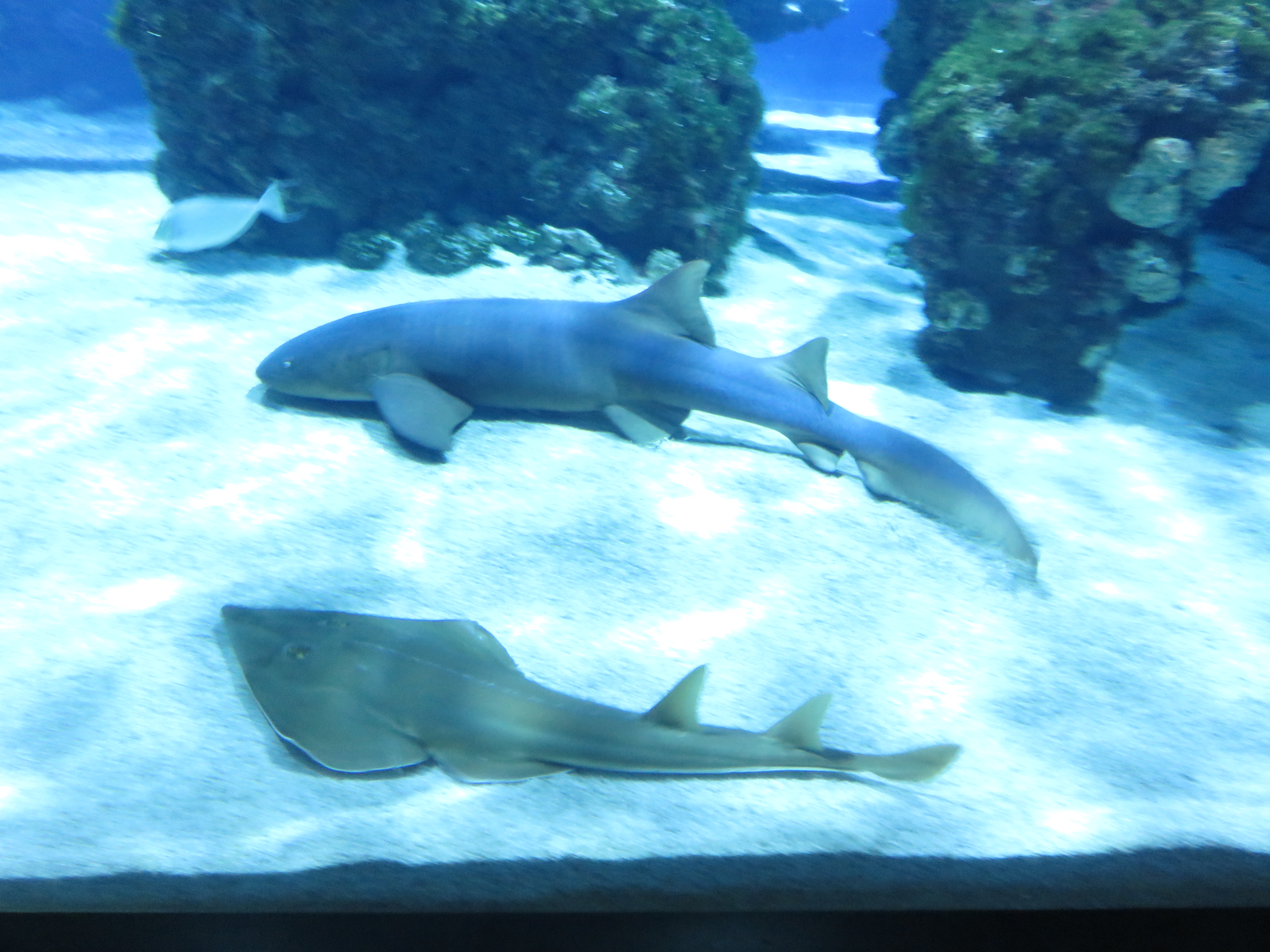
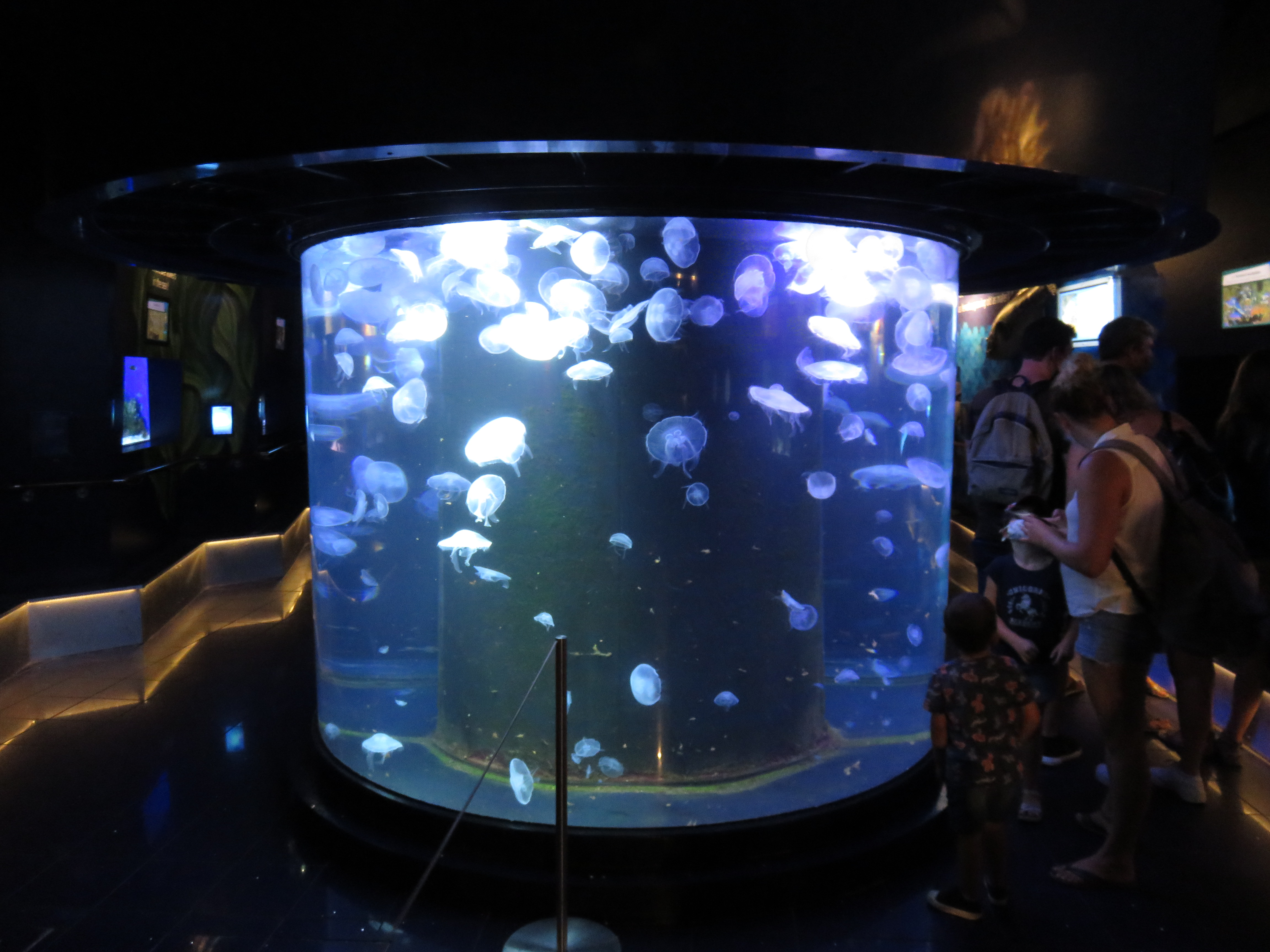
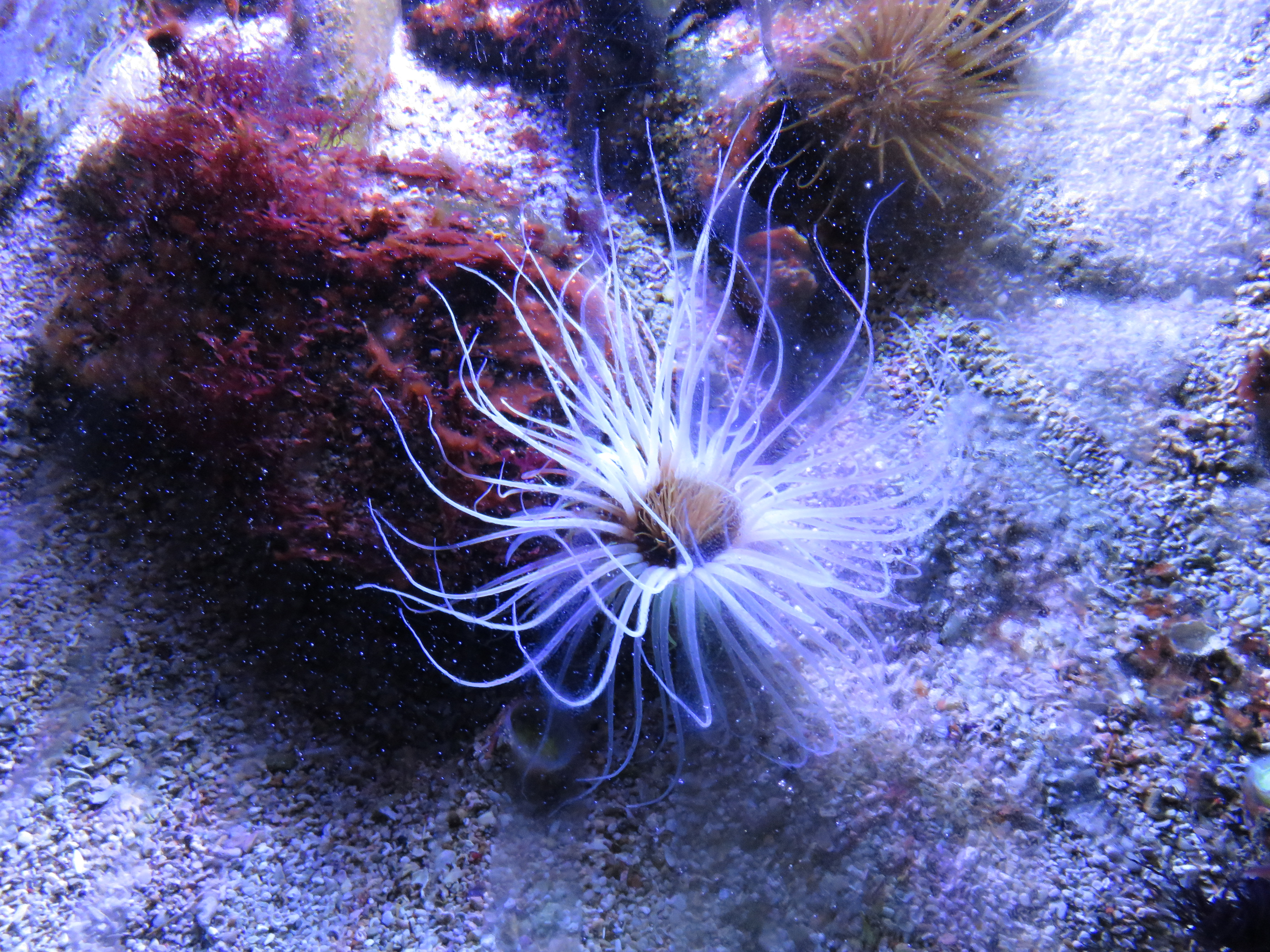
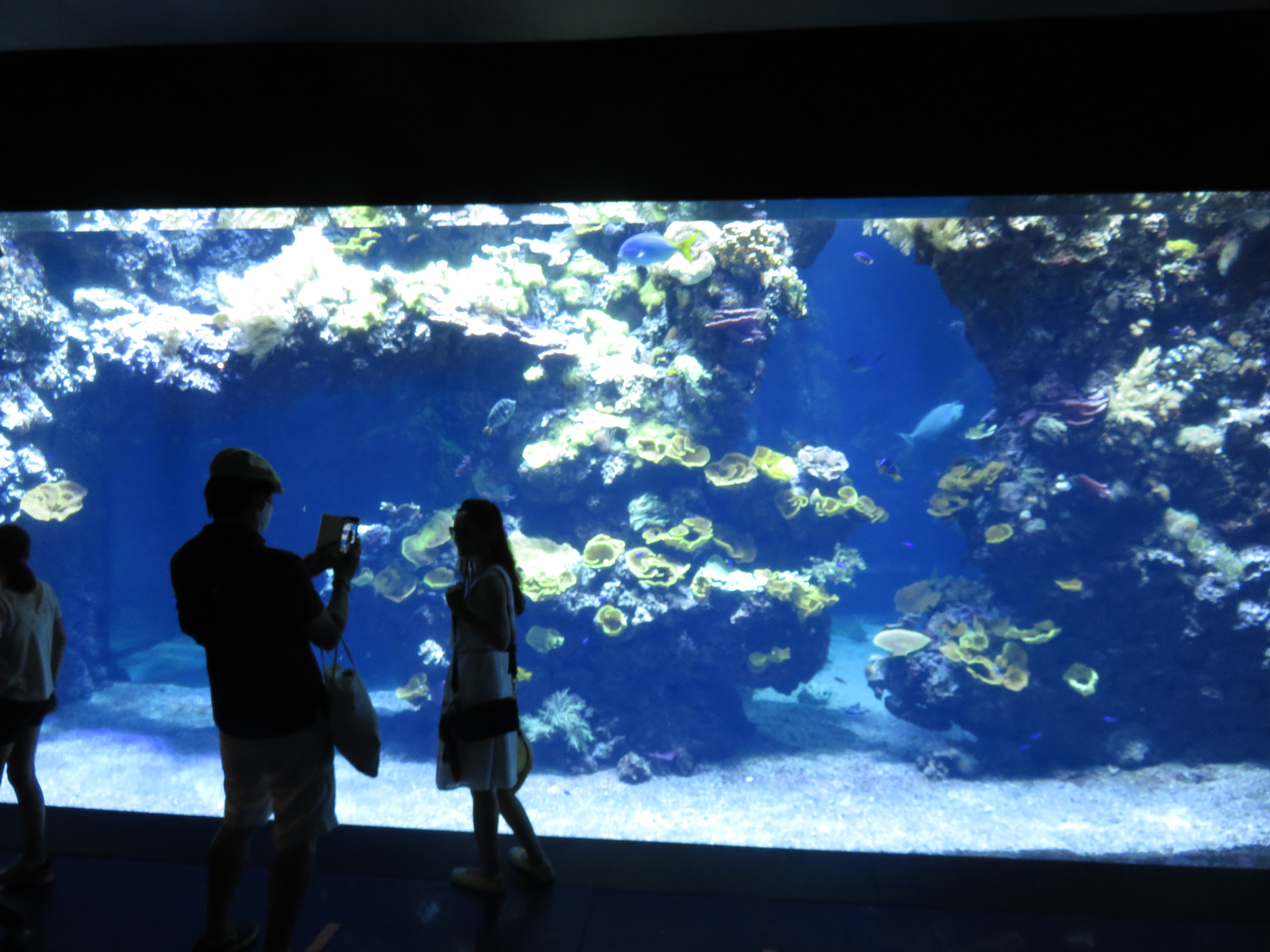
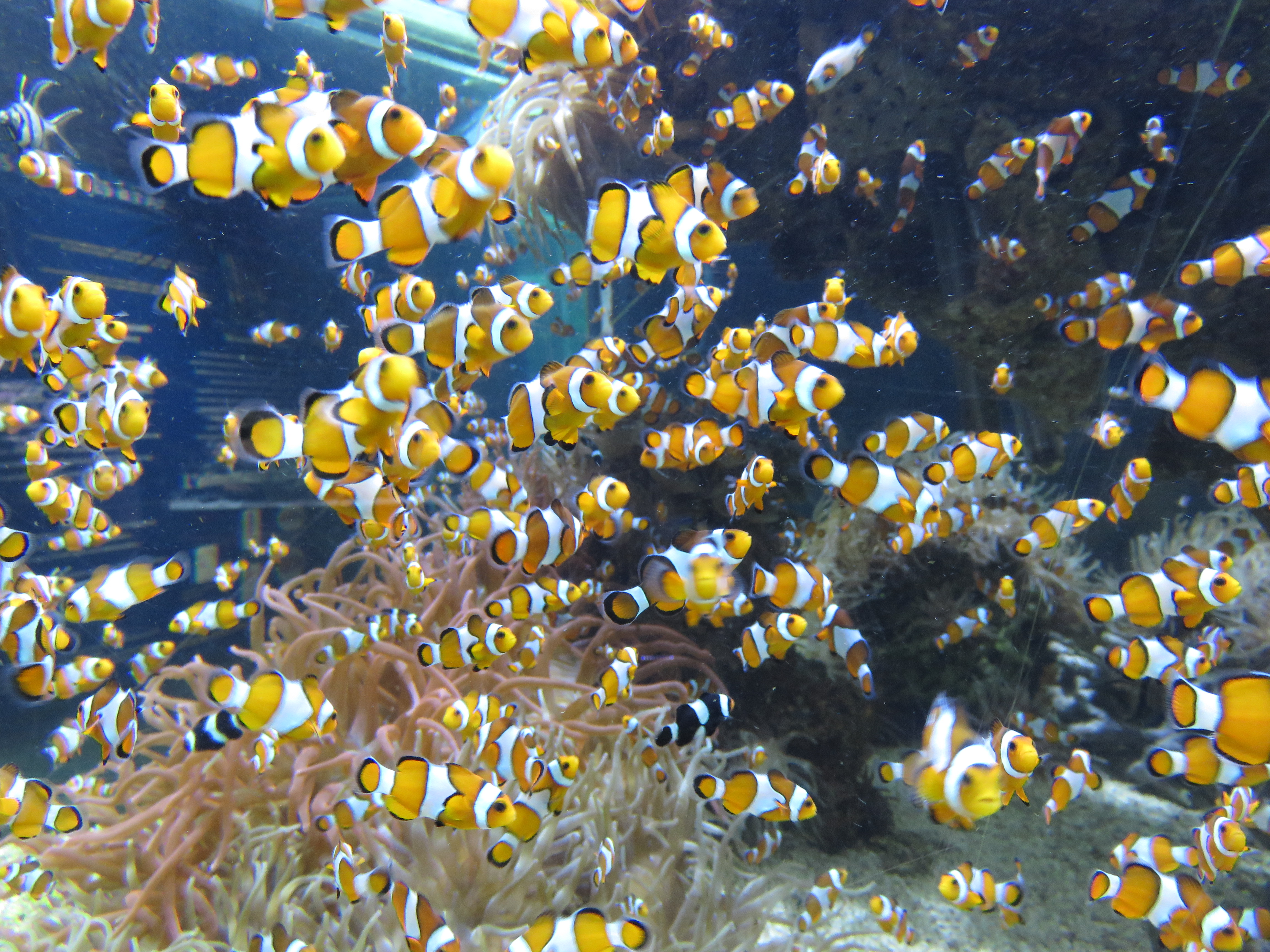
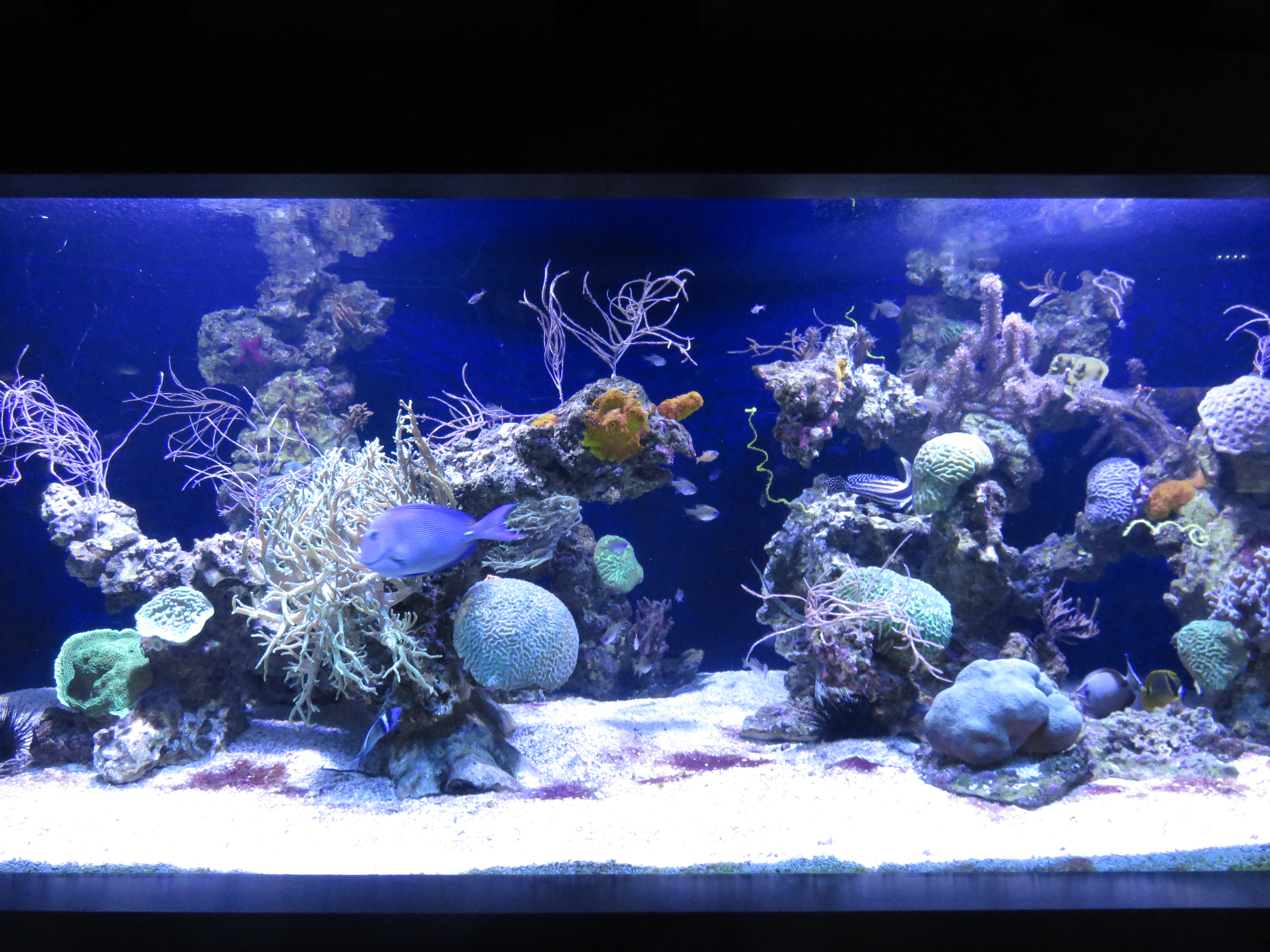
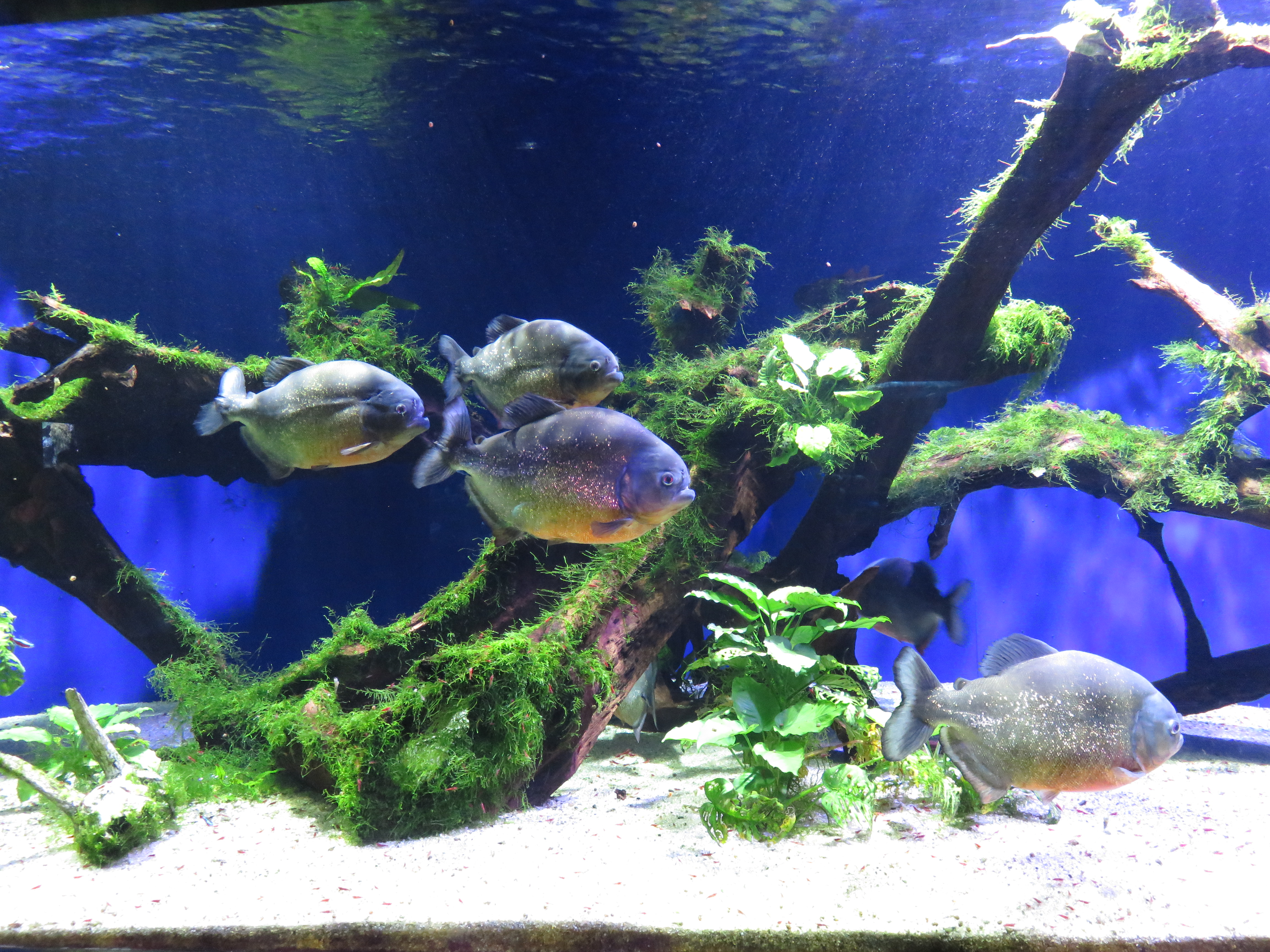
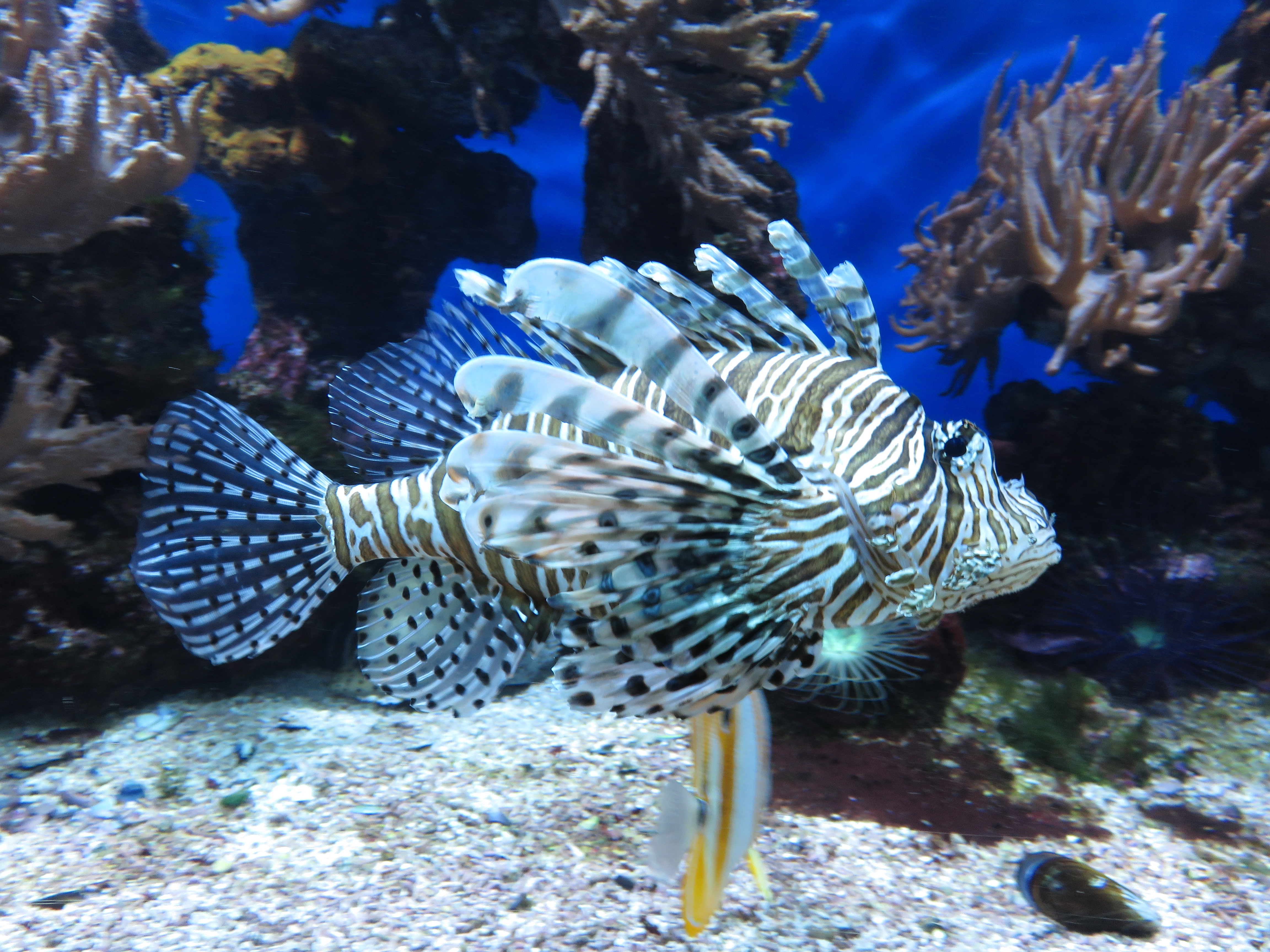
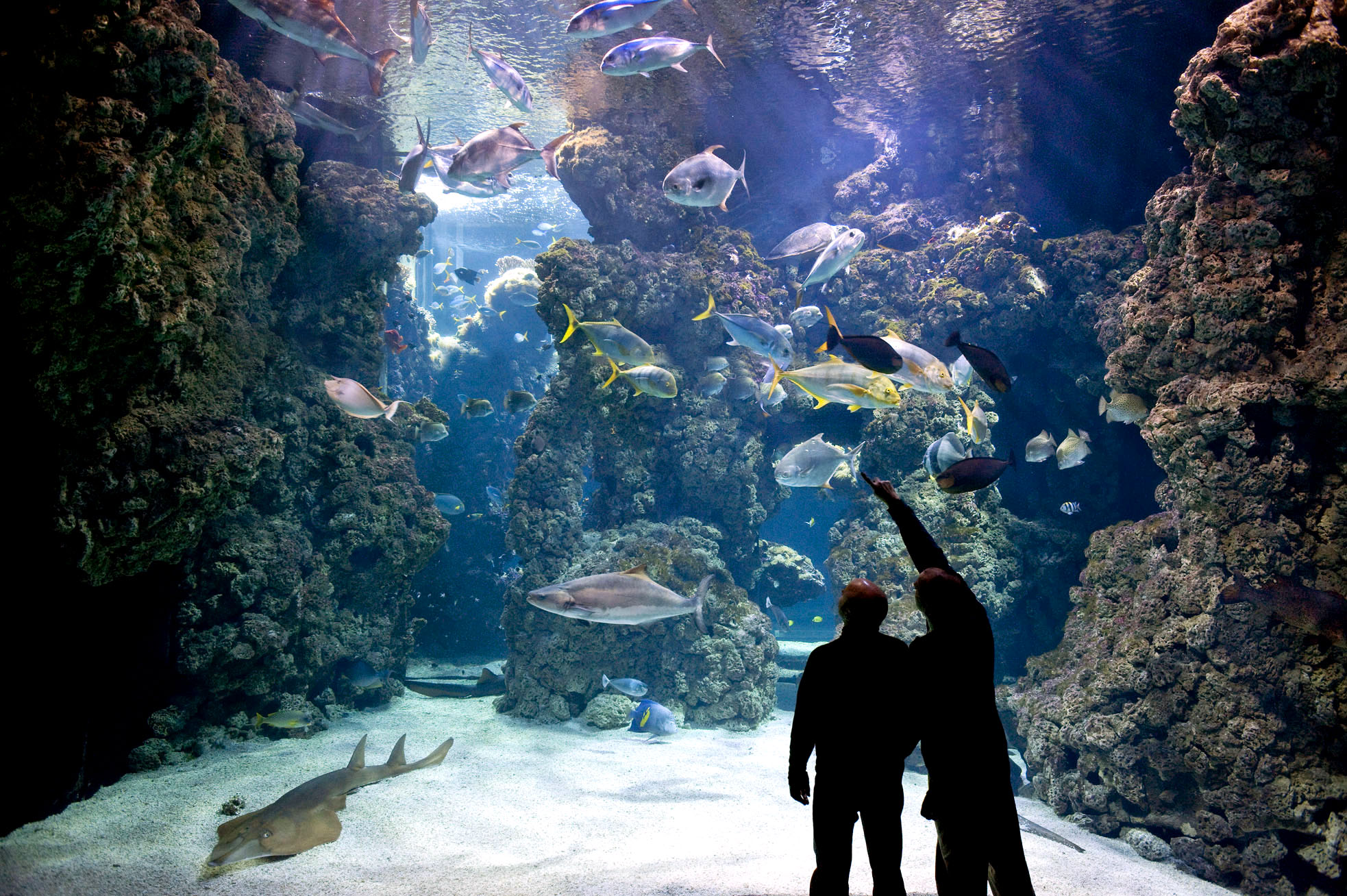

### Expositions

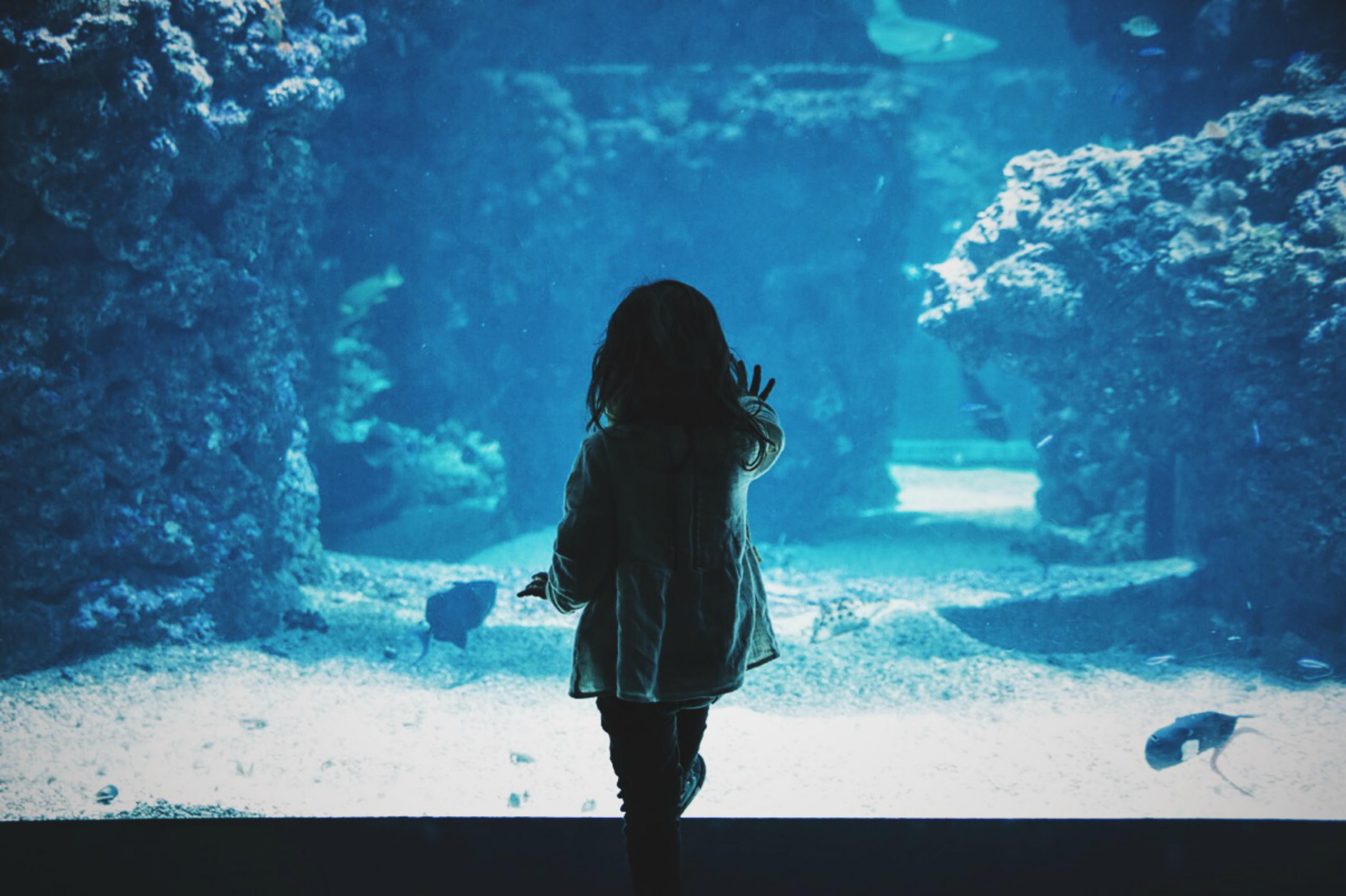

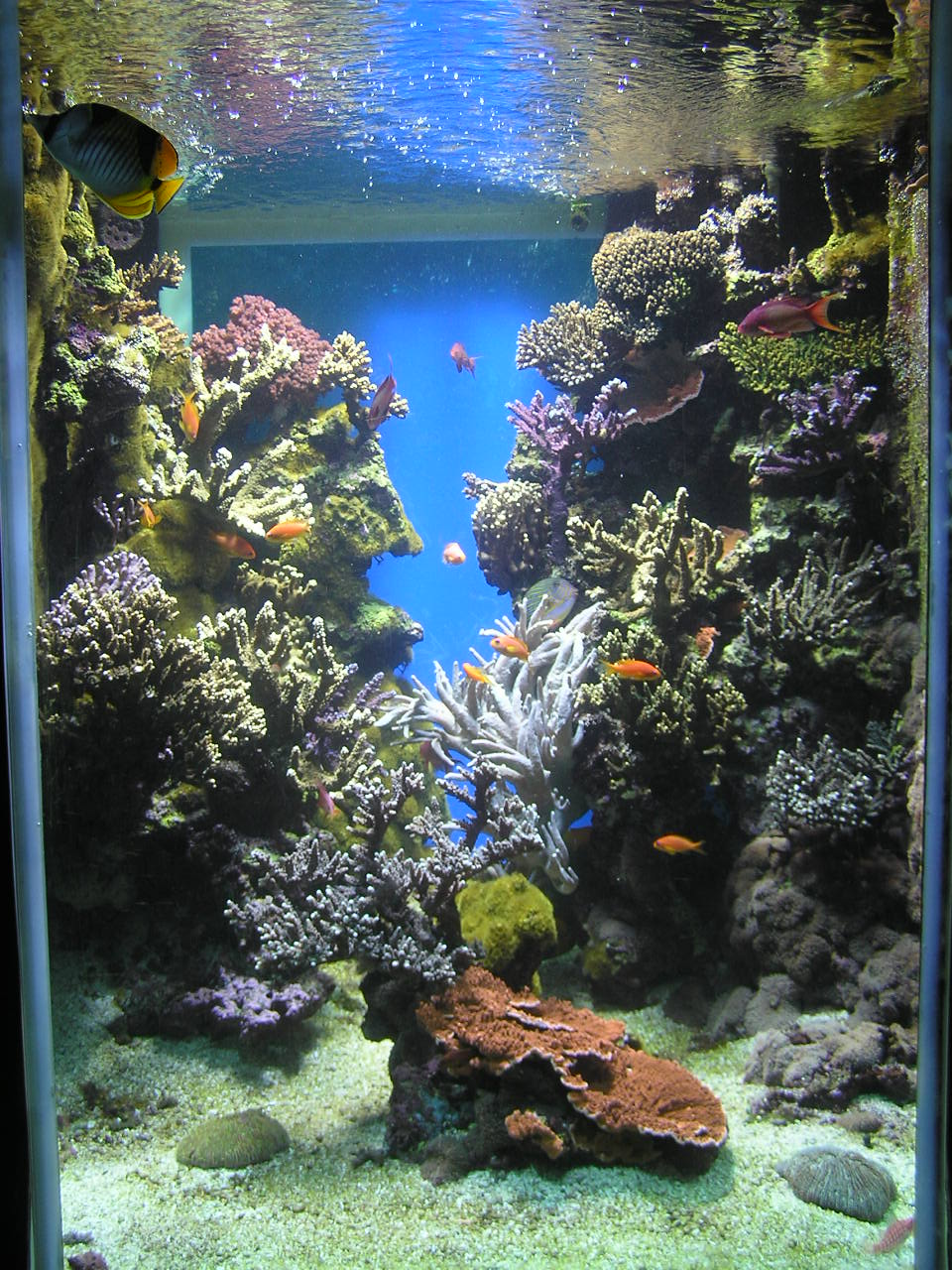

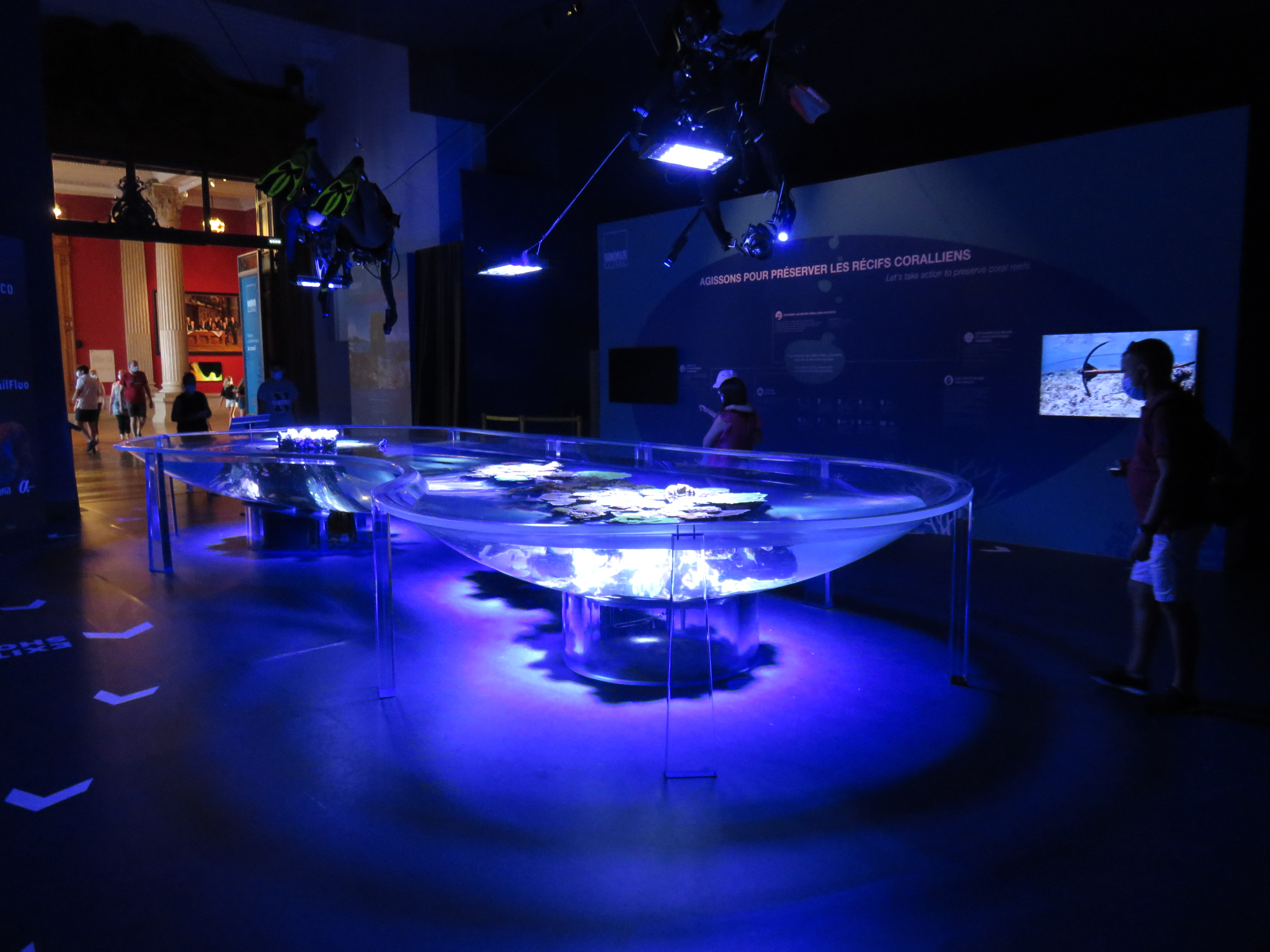

#### Cornucopiade Damien Hirst
À l’occasion de son centenaire, le musée a présenté en 2010 une exposition d’œuvres plastiques et picturales de l’artiste britannique Damien Hirst : Cornucopia. Plus de 60 œuvres sont présentées, allant de la peinture sur toile aux animaux marins dans le formol en passant par des squelettes d’animaux préhistoriques. Le point d'orgue de la visite était l'aquarium de 33 tonnes contenant un Grand requin blanc installé à l’entrée du musée,,,.

#### Oceanomaniade Mark Dion
L'année suivante s’est tenue l’exposition Oceanomania de Mark Dion. Cet artiste américain a créé le plus grand cabinet de curiosités du monde marin, conçu spécialement pour le musée. Celui-ci mesurait 18 m de largeur et 10 m de hauteur. Il contenait de nombreuses pièces des collections du musée comme des maquettes, des bocaux contenant des poissons, des instruments océanographiques et toute sorte d'objets d’art d’inspiration marine. Pour illustrer son intérêt pour les océans, Mark Dion a créé 12 œuvres installées dans les différentes salles du musée.

#### Exposition Méditerranée
Initialement prévue du 20 novembre 2010 au 20 mai 2012, elle est finalement prolongée jusqu'au printemps 2013. Elle aborde plusieurs thématiques comme la prolifération des méduses, l’acidification des océans, les espèces venues d’ailleurs ou encore la surpêche du thon rouge en Méditerranée.
Cette exposition a également accueilli l’œuvre Wu Zei (乌贼), réalisée par l’artiste chinois Huang Yong Ping. Cet animal hybride entre la pieuvre et la seiche de 25 m est suspendu au plafond du Salon d'honneur. « Wu zei » est le nom chinois de la seiche, mais l’idéogramme « Wu » (乌) est aussi la couleur noire, tandis que « Zei » (贼) contient aussi l’idée de « voler ». Ce titre ajoute à l’œuvre une ambigüité de sens entre encre marine et marée noire,.

#### The Littorial Zonede Marc Quinn
En 2012, c'est l'artiste britannique Marc Quinn qui a exposé soixante-neuf œuvres (tableaux et sculptures) dans le cadre de l’exposition The Littoral Zone. Squelettes en prière, fœtus en évolution, morceau de glace du pôle Nord, bébé géant (9 m de long et 4 m de haut) ou tête modelée avec son propre sang ; cet artiste britannique affiche son obsession pour le lien entre la vie et la mort, tout en recherchant l’alchimie entre son monde et celui des océans,,,.

#### On Sharks & humanity
Le 8 juin 2014, l’exposition a ouvert ses portes. Menée en collaboration avec l’association internationale WildAid ce sont 11 œuvres uniques créées spécifiquement pour le Musée par 10 artistes d’avant-garde chinois. Chacune d’elles explore la relation complexe entre les hommes et les squales et par extension, son rapport à la nature. Dans toutes les salles jusque sur la terrasse panoramique, ces installations monumentales, sculptures, peintures, interpellent le visiteur et l’invitent à dépasser certains préjugés. “On Sharks & Humanity“ souligne à travers l’art le rôle indispensable des requins dans l’écosystèmes marins et l’impact négatif de la surpêche.

#### Taba Naba
L’art aborigène et océanien est mis à l’honneur du 24 mars 2016 au 30 septembre 2016 à travers Taba Naba, une exposition sur le thème des océans et de l’eau. Le projet s’est articulé autour de trois volets : La défense des océans au cœur de l’art des Aborigènes et des Insulaires du détroit de Torres. L’Océanie : des îliens passés maîtres dans la navigation. Et la présentation de peintures aborigènes contemporaines. Utilisant tous les supports ces œuvres alertent sur les risques liés au changement climatique et dénoncent les ravages subit par l’environnement,, au travers de la surpêche ou de la pollution plastique. Pour les artistes l’enjeu est de mobiliser le public pour protéger les ressources marines.

#### Borderlinede Philippe Pasqua
Dans cette exposition qui s’est déroulée du 5 mai 2017 au 7 janvier 2018, l’artiste a décliné un thème phare de l’histoire de l’art : la vanité. Celle notamment de l’homme souhaitant maîtriser la nature. 12 œuvres monumentales créées sur mesure et installées dans toutes les salles du Musée océanographique, questionnent le visiteur interrogeant sur la protection de l’environnement tout en créant un écho avec les collections historiques du musée. Le but de Philippe Pasqua étant de faire passer, par l’art, un message sur la condition des océans.

### Anecdotes

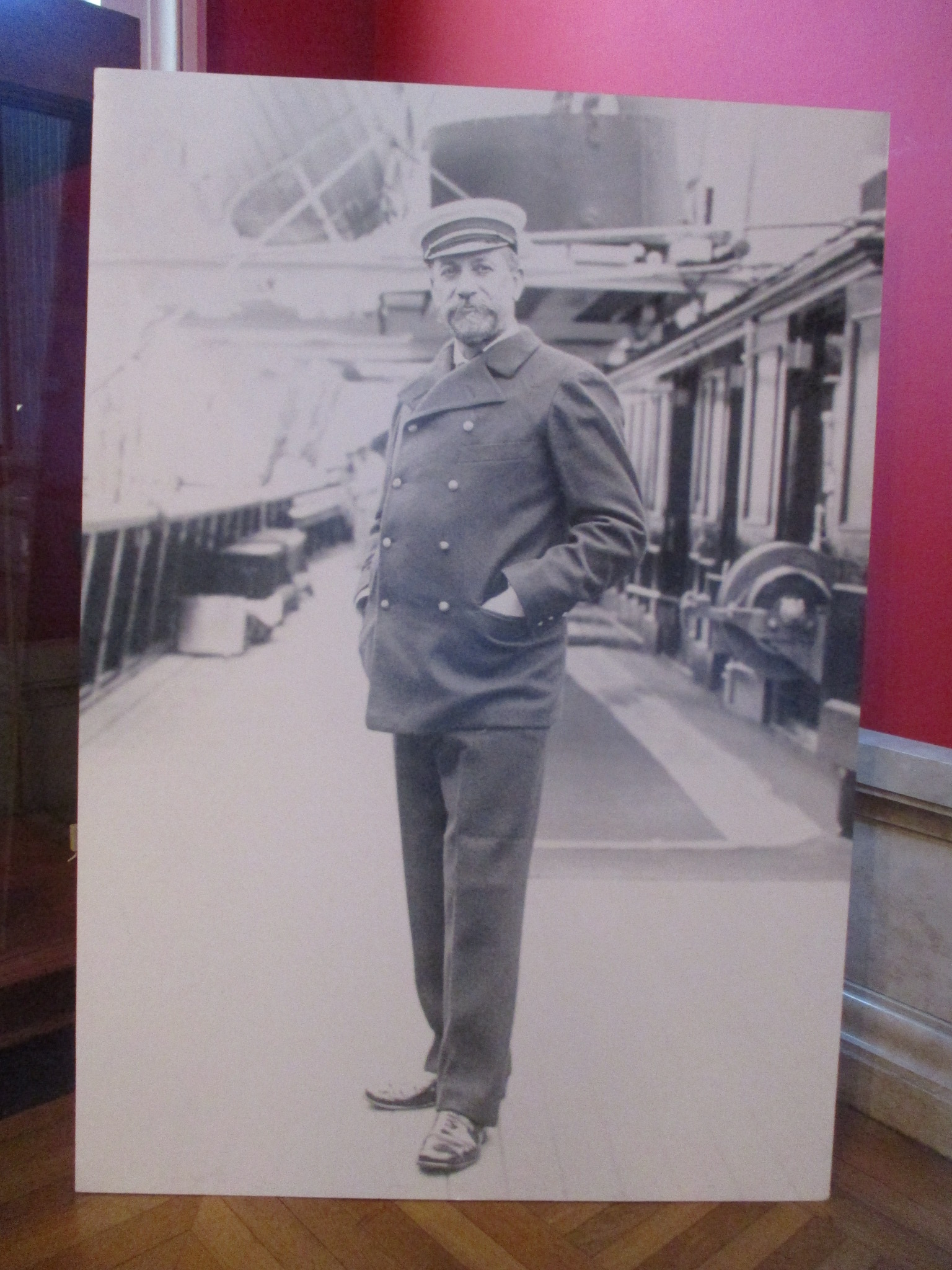
Le prince Albert Ier de Monaco.

#### Le premier vol en hélicoptère
En 1905 eut lieu, dans le Musée océanographique de Monaco, le premier vol en hélicoptère de l'histoire, motivé par le prince et par Maurice Léger un ingénieur français inventeur d'hélicoptères. L'appareil, équipé de deux hélices coaxiales superposées de 6,25 m de diamètre et 1,75 m de large s'est maintenu en l'air pendant une quinzaine de secondes tout en soulevant un homme de 74 kilos. Cependant, l'histoire ne retiendra pas cette tentative dans la mesure où l’appareil est relié au sol et n’emporte pas son propre moteur. L'expérience est répétée plusieurs fois à partir du 28 avril 1905. Elles ont été faites dans l’une des grandes salles du musée océanographique de Monaco, pendant sa construction.

#### Le rejet de l'algueCaulerpa taxifoliaen Méditerranée
En 1984, le Musée océanographique de Monaco aurait rejeté accidentellement une souche d'algue invasive Caulerpa taxifolia en Méditerranée. Après avoir infiltré 15 000 hectares de côte en 2004, elle a naturellement disparu à 80 % en 2013,.

## La Maison des océans (anciennement Institut océanographique) à Paris

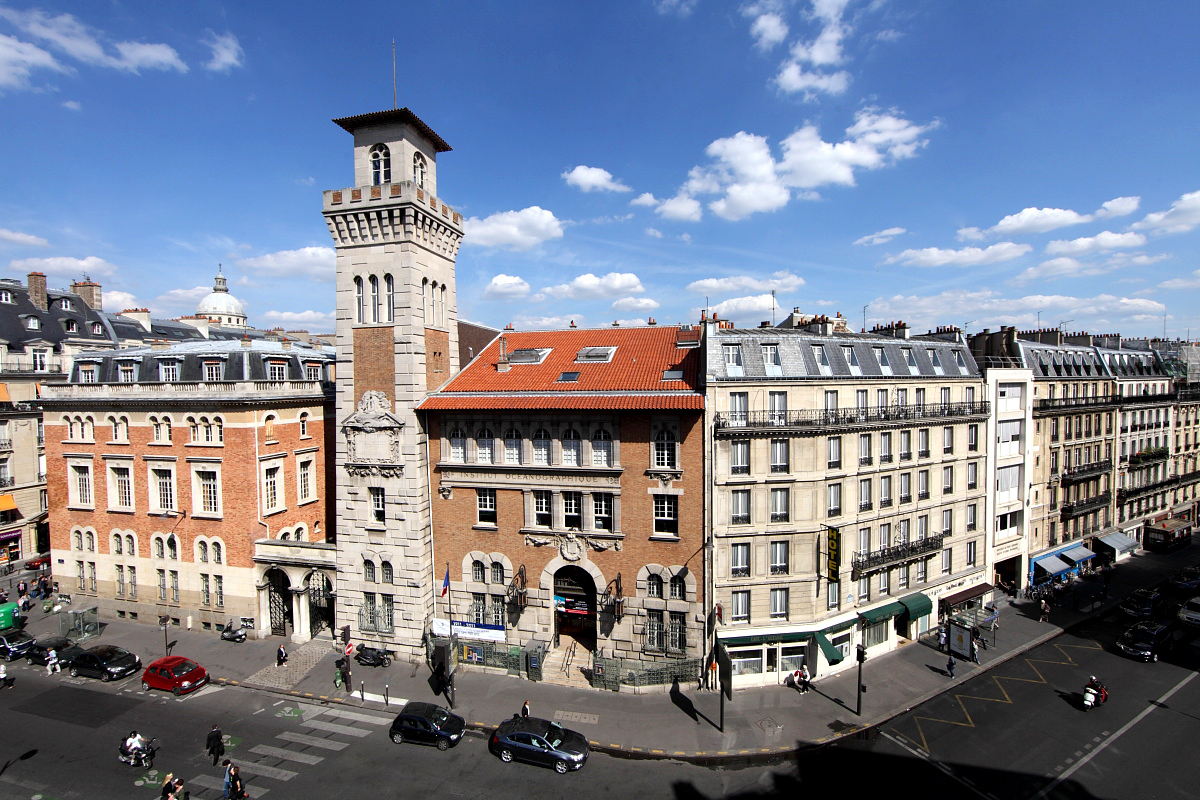
Institut océanographique de Paris.

En 1910, après des années de recherches et d'expéditions océanographiques, le prince Albert Ier crée l'Institut océanographique de Paris, rue Saint-Jacques, dans le quartier latin du 5e arrondissement de Paris. Ce second musée océanographique emblématique monégasque est inauguré le 23 janvier 1911, dix mois après celui de Monaco. Il est renommé « Maison des Océans » en 2011, et accueil des événements liés aux océans (séminaires, workshops, conférences) et rassemble des acteurs de l'environnement et de la protection des océans : la Plateforme Océan-Climat, l'antenne parisienne de la CIESM, France Nature Environnement, le Pew Trust.

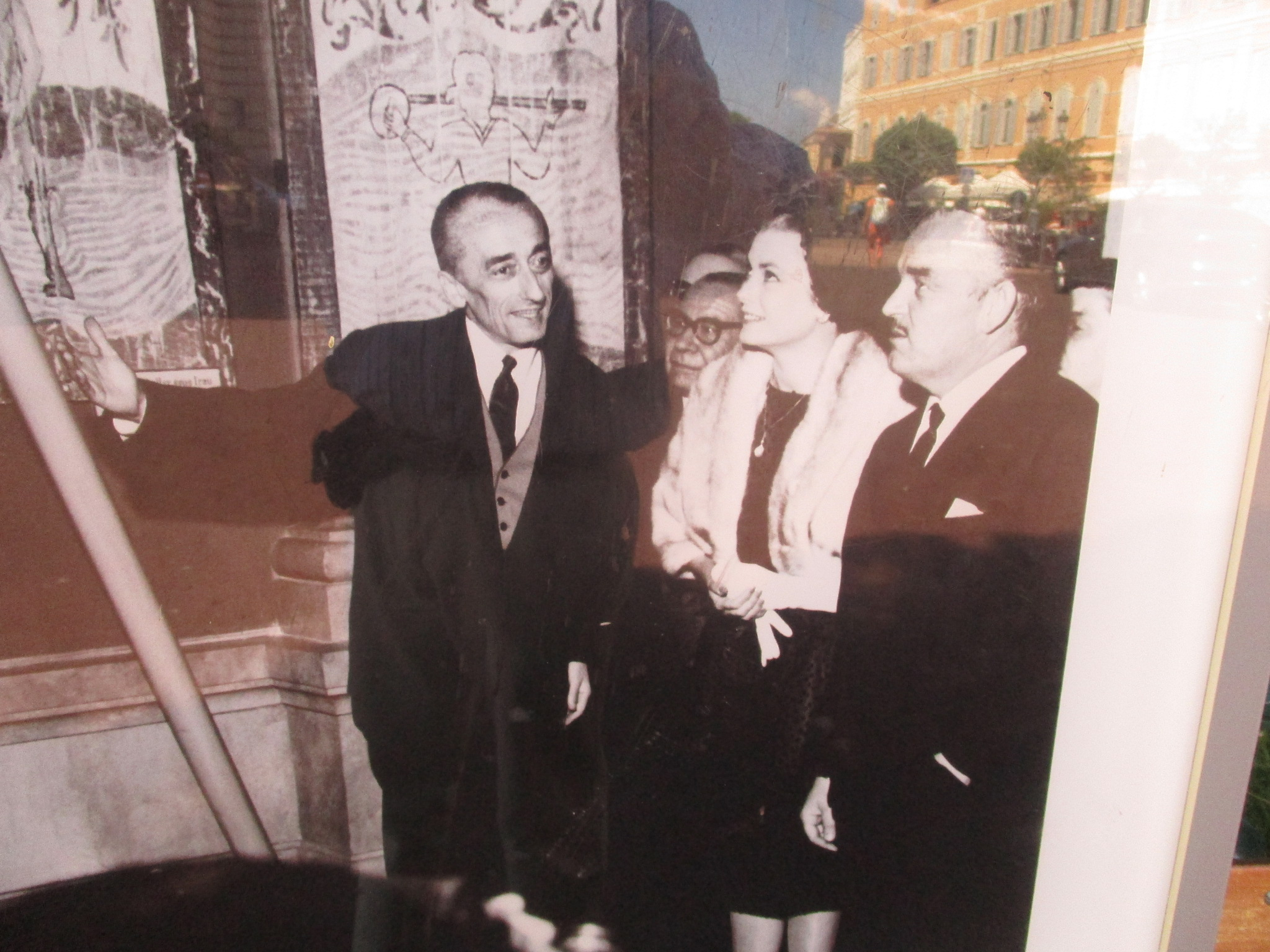
Visite du musée par le prince Rainier III et son épouse Grace Kelly, avec le commandant Cousteau (directeur du musée).

## L’Institut océanographique, Fondation AlbertIer, Prince de Monaco
Fondée en 1906 par le Prince Albert Ier de Monaco, l’Institut océanographique, Fondation Albert Ier, Prince de Monaco est une fondation de droit privé, reconnue d'utilité publique, établie en 1906 par le prince Albert Ier. Elle poursuit l’objectif de son fondateur de mieux « faire connaître, aimer et protéger les océans », et fédère des acteurs de la gestion et la protection des océans, décideurs gouvernementaux, organisations institutionnelles, scientifiques et diffuse des messages de sensibilisation auprès du grand public. Le prince a fait don du Musée océanographique de Monaco à sa fondation, à titre de cadeau de naissance.

## Dirigeants
Le musée est dirigé par les princes régnants de Monaco à titre de « présidents d'honneur » de plein droit du conseil d'administration, avec des directeurs de musées historiques et emblématiques tels que le commandant Cousteau entre 1957 et 1988.
Au début de l’année 2009, le prince Albert II de Monaco et le conseil d’administration de l’Institut océanographique ont décidé d’un plan de relance à l’occasion du centenaire du Musée océanographique en 2010. La mise en œuvre de ce plan de relance a été confiée au nouveau directeur général Robert Calcagno, et à l’équipe de direction. Avec une orientation très claire, Albert II a demandé à ce qu’une nouvelle dynamique soit donnée au Musée océanographique : non seulement montrer la fierté de notre passé et la richesse de notre patrimoine, mais aussi montrer que le musée est tout à fait bien dans son temps et engagé pour l’avenir, notamment grâce à la Monaco Blue Initiative (une rencontre internationale, organisée par la fondation Prince-Albert-II-de-Monaco et l’Institut océanographique, pour protéger nos mers).